# Brasilianska köket

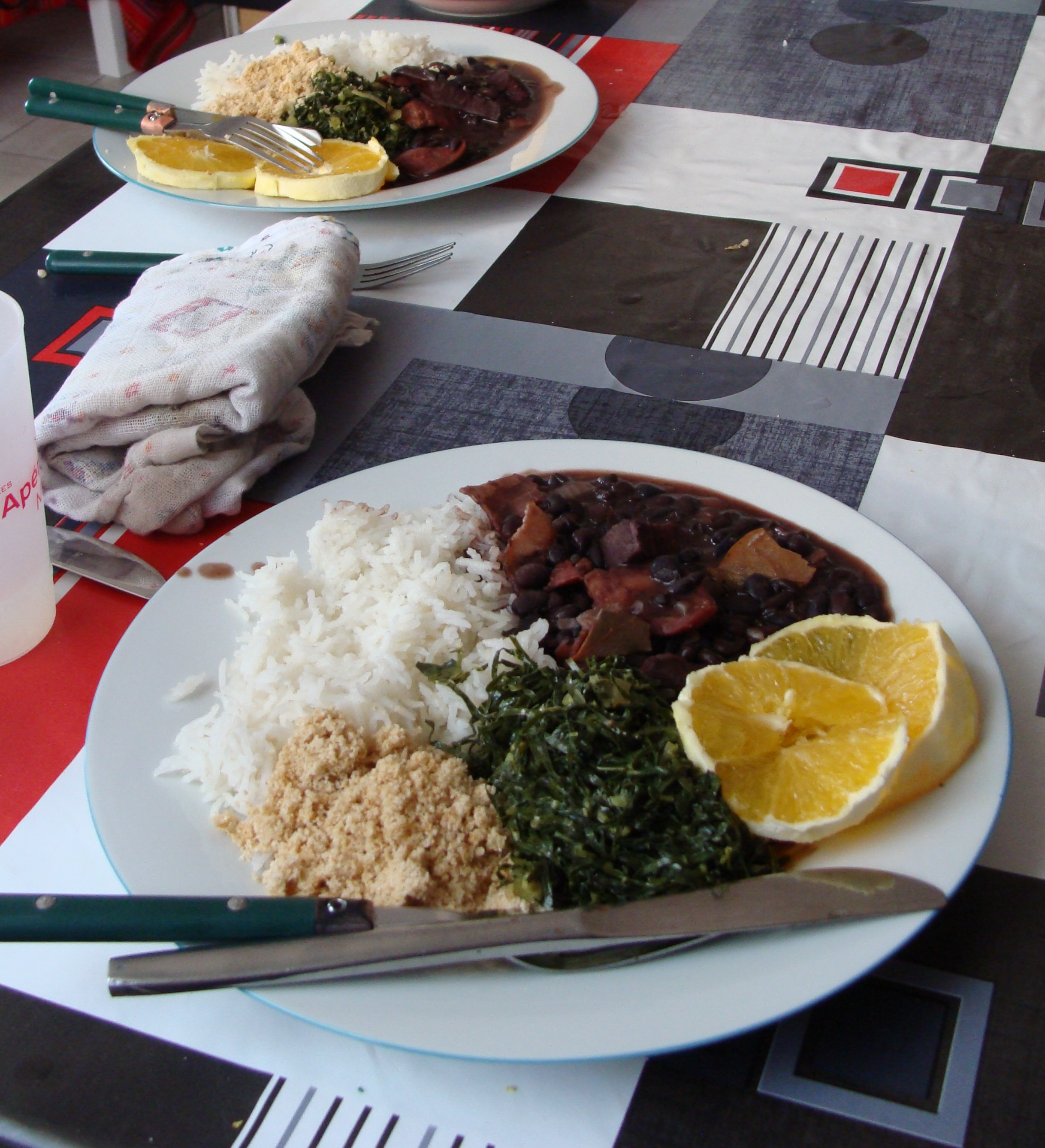
Feijoada serveras vanligtvis med ris, farofa, couve (en typ av kål) och apelsin.

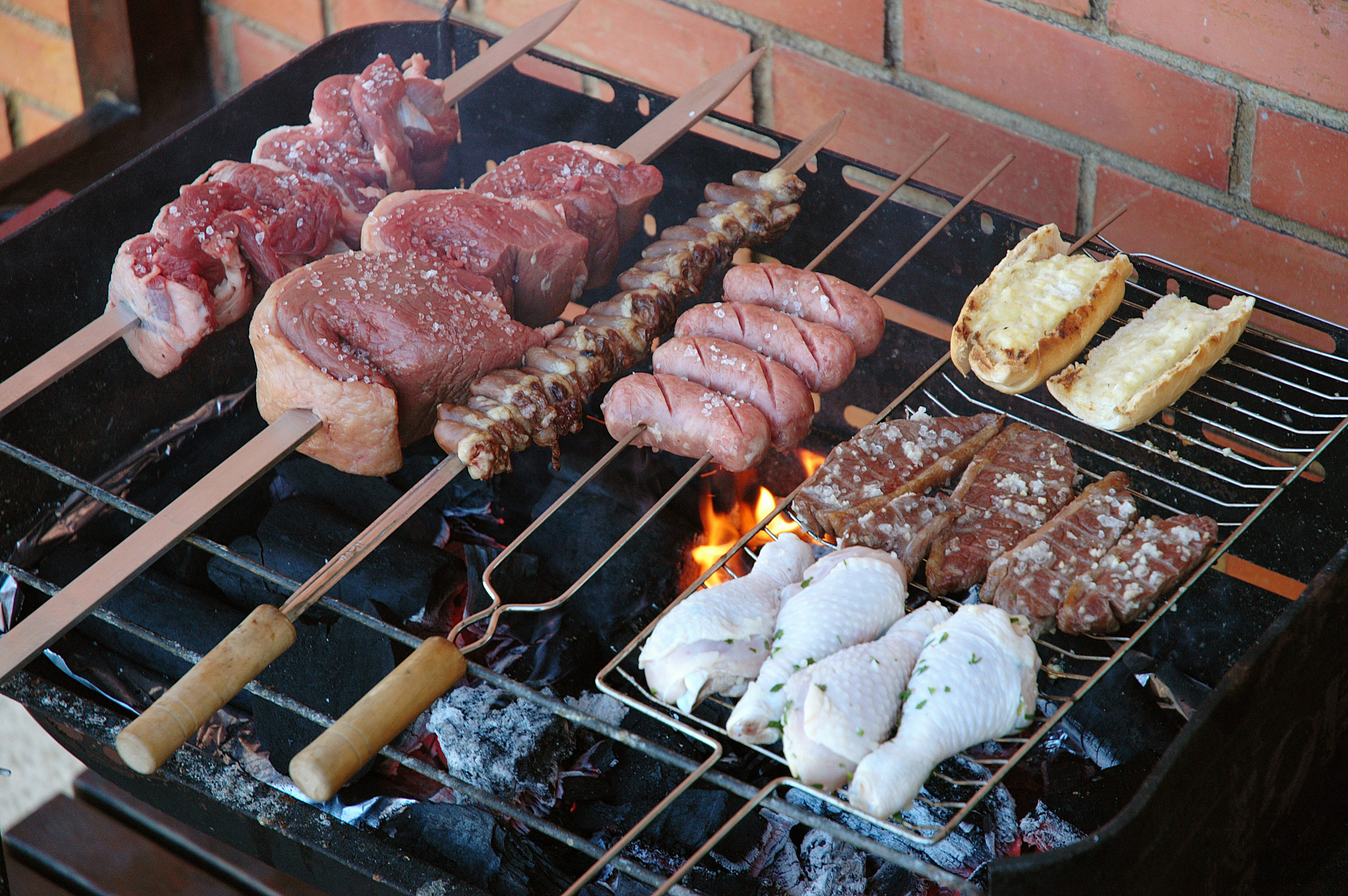
Typisk brasiliansk churrasco, med köttbitar som picanha och alcatra, kycklinghjärtan, toskansk korv, vitlöksbröd och kycklinglår.

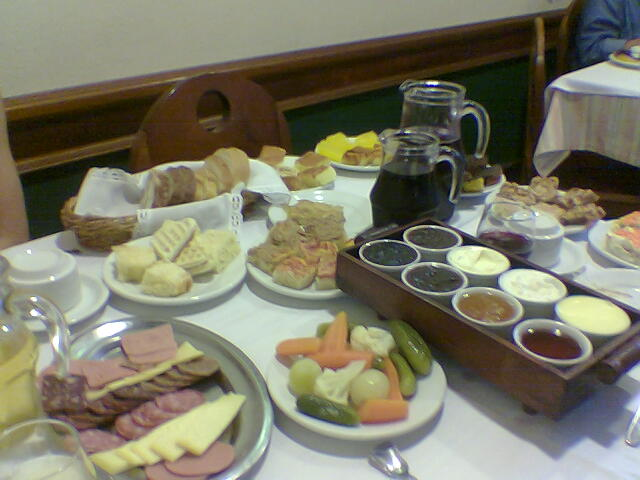
En brasiliansk frukost.

Det brasilianska köket, liksom Brasilien självt, varierar mycket från region till region. Denna mångfald återspeglar landets blandning av infödda amerindianer, portugiser, afrikaner, italienare, spanjorer, tyskar, polacker, syrier, libaneser och japaner, som bland annat har skapat en nationell matlagningsstil som kännetecknas av bevarandet av regionala skillnader. Brasiliens nationalrätt är feijoada – en köttstuvning med bönor liknande den franska cassouleten.

## Förrätt
- Pão de queijo, liten brödboll med ost, gjord på kassavastärkelse, infödd i delstaten Minas Gerais
- Coxinha, friterad boll av vete- eller potatisdeg fylld med strimlat kycklingkött
- Pastel: Tunna bakverk i form av en halvcirkel eller rektangel med olika fyllningar, stekta i vegetabilisk olja, som kan fyllas med köttfärs, mozzarella, catupiry, palmhjärtan, torsk, färskost, kyckling och babyräkor.
- Bolinho de bacalhau, stekta torskfritter
- Empada, de ser ut som småskaliga pajer. Fylld med en blandning av hjärtan av palm, ärtor, mjöl och kyckling eller räkor.
- Acarajé, en typ av munk gjord på bönor som traditionellt finns i delstaten Bahia, serverad på mitten och fylld med vatapá och caruru - kryddig pasta gjord med räkor, valnötter, malda cashewnötter, palmolja och andra ingredienser.
- Quibe: motsvarar den libanesiska rätten kibbeh och introducerades i den dominerande brasilianska kulturen av syriska och libanesiska invandrare. Den kan serveras kokt, stekt eller rå.
- Esfirra, en annan rätt från Mellanöstern, även om det är ett nyare tillägg till det brasilianska köket, är nu lätt att hitta överallt, särskilt i regionerna nordöst, södra och sydöstra. Dessa är pajer/bakelser med fyllningar som kött, ost, pepperoni, choklad, bland annat

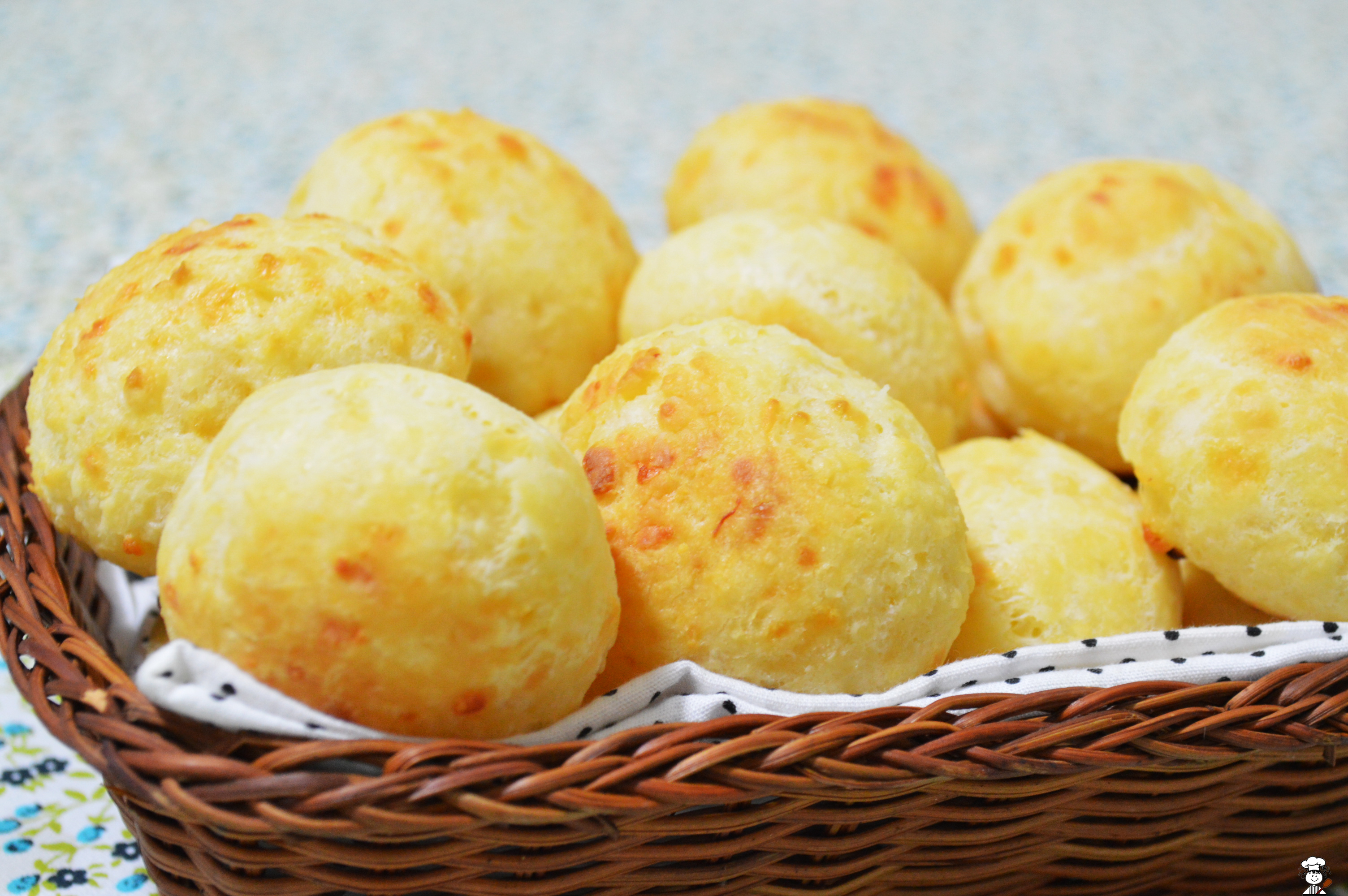
Pão de queijo
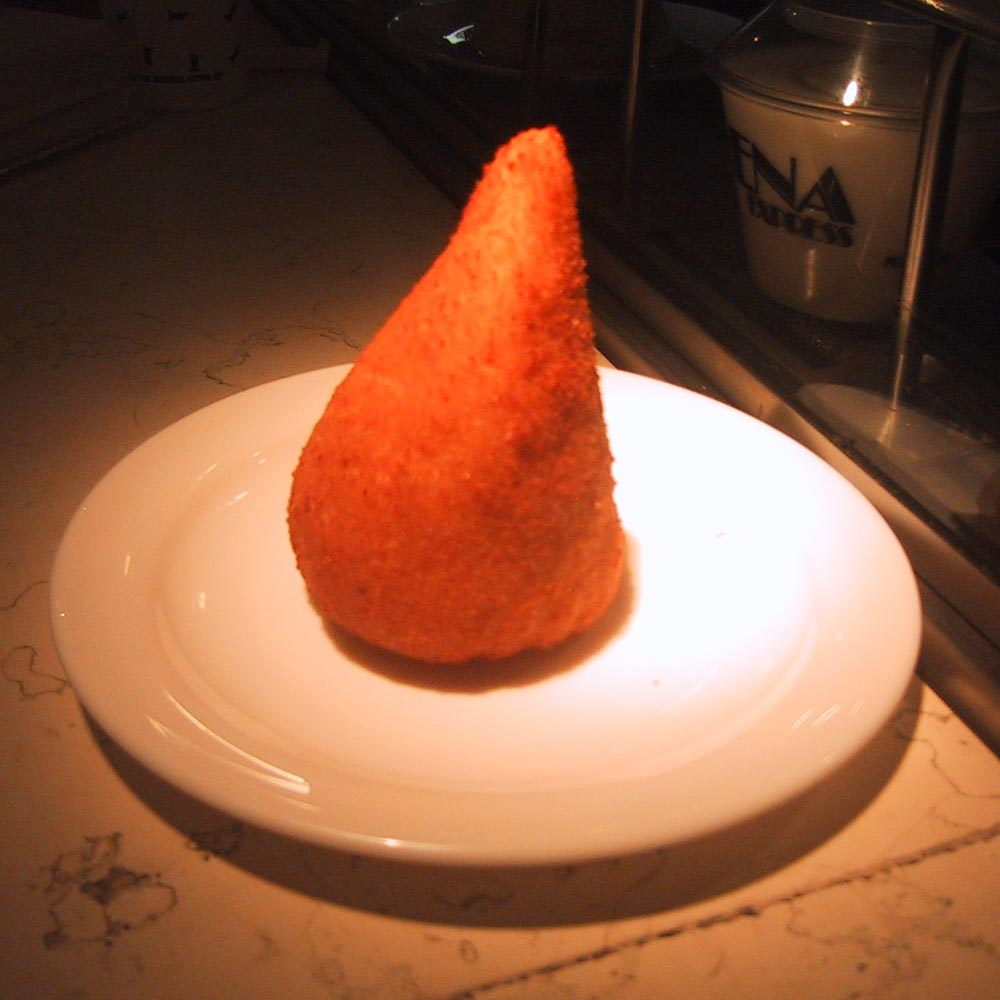
Coxinha
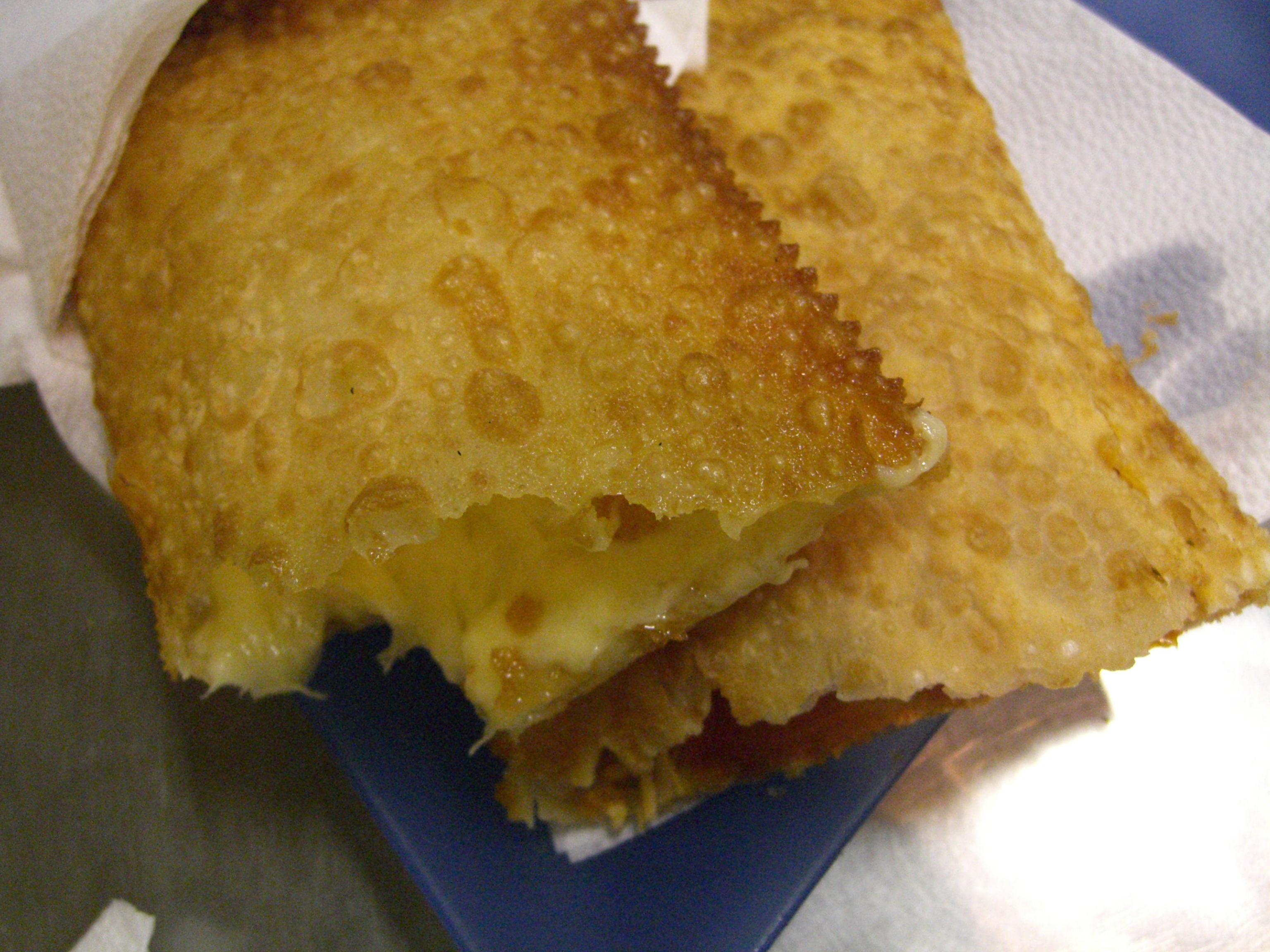
Pastel brasiliansk
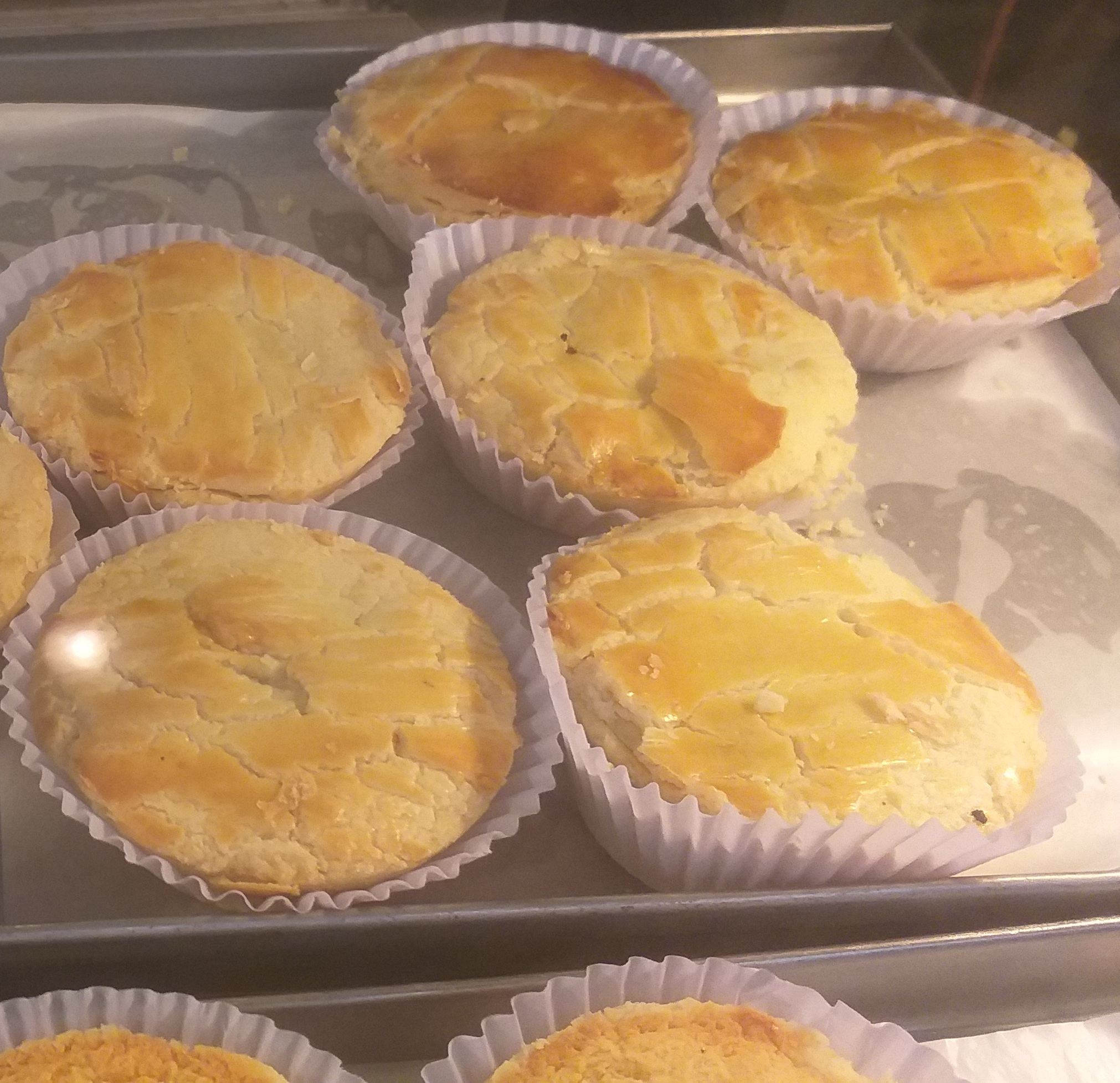
Empada av räkor brasiliansk
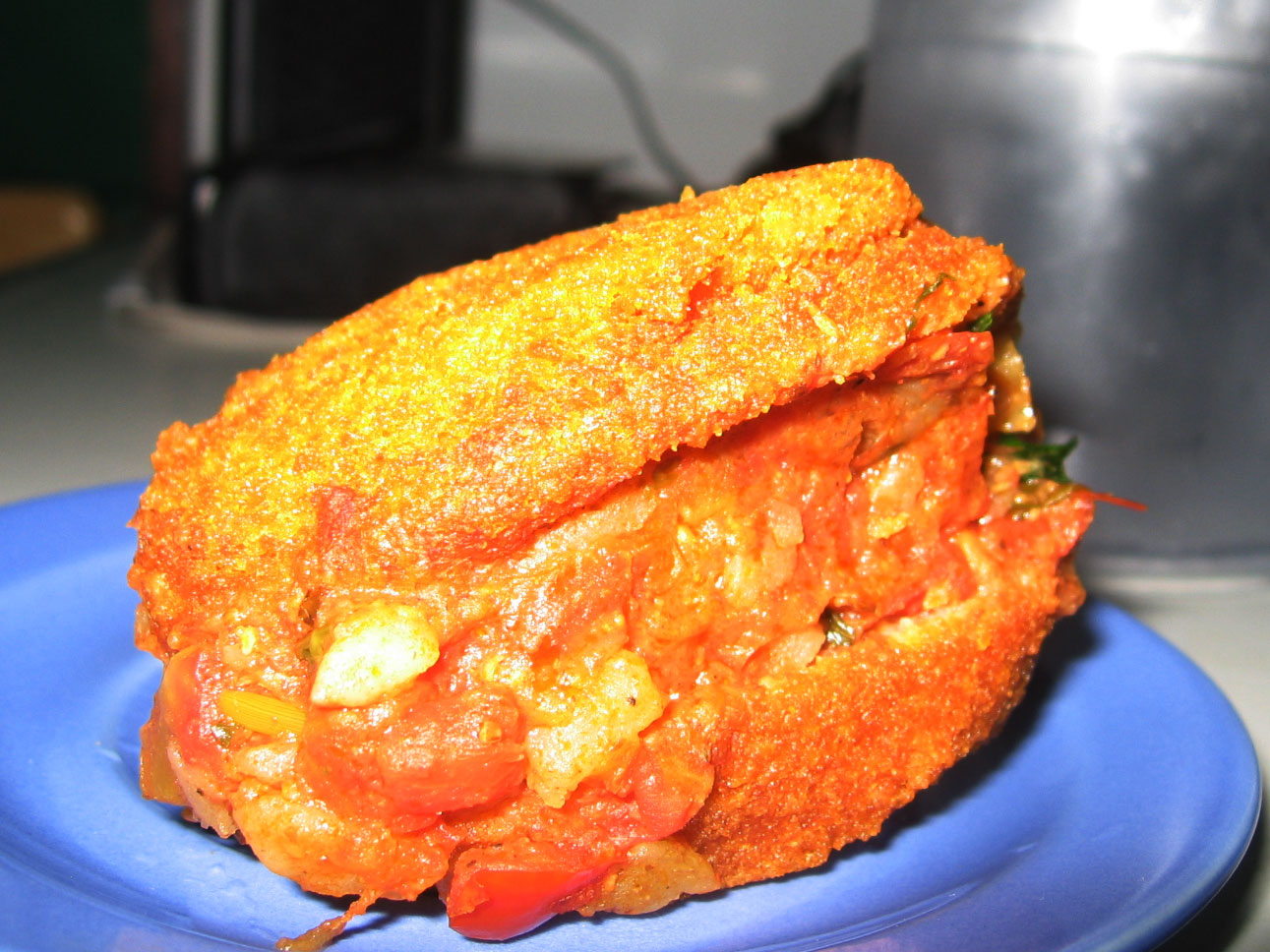
Acarajé
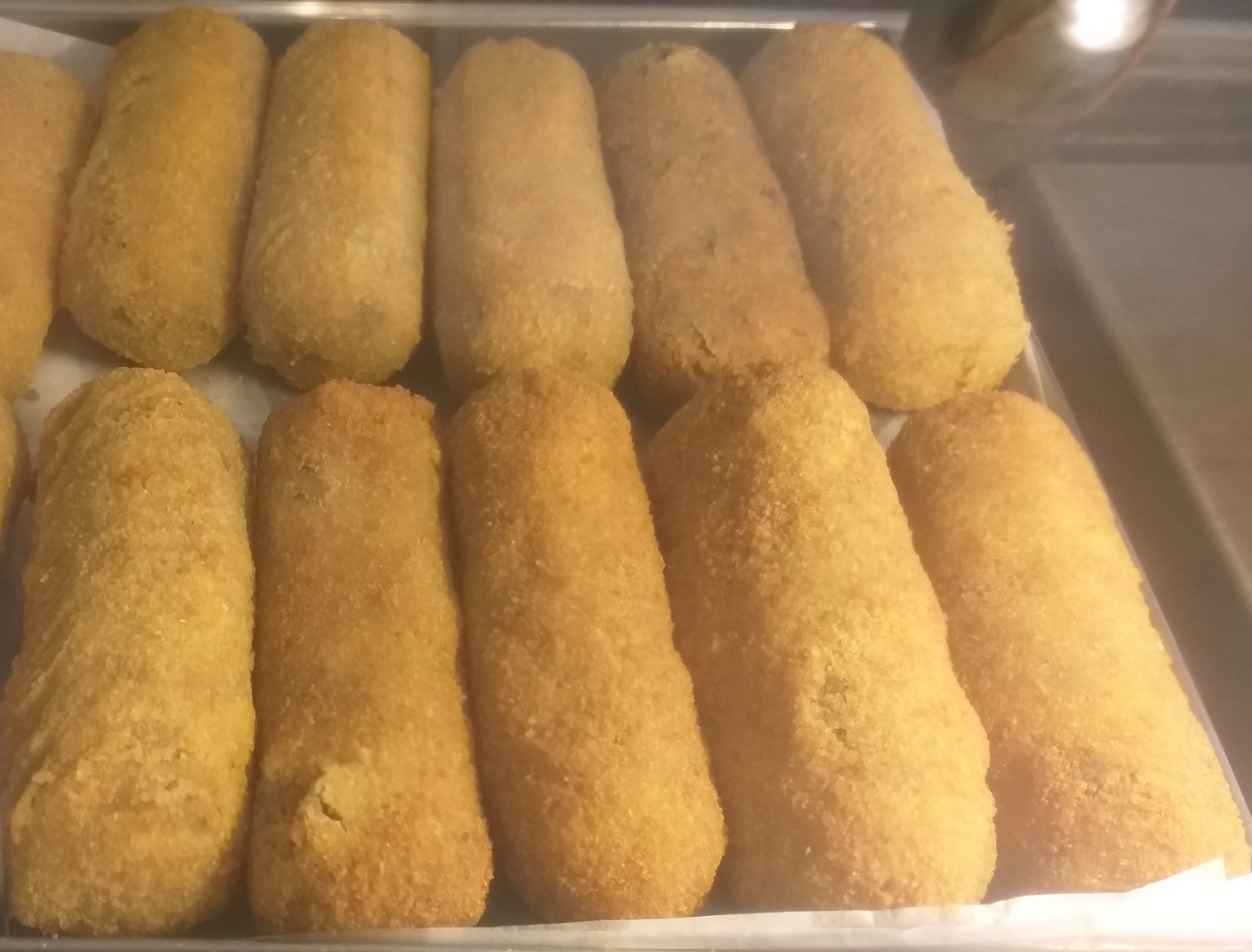
Krokettkött
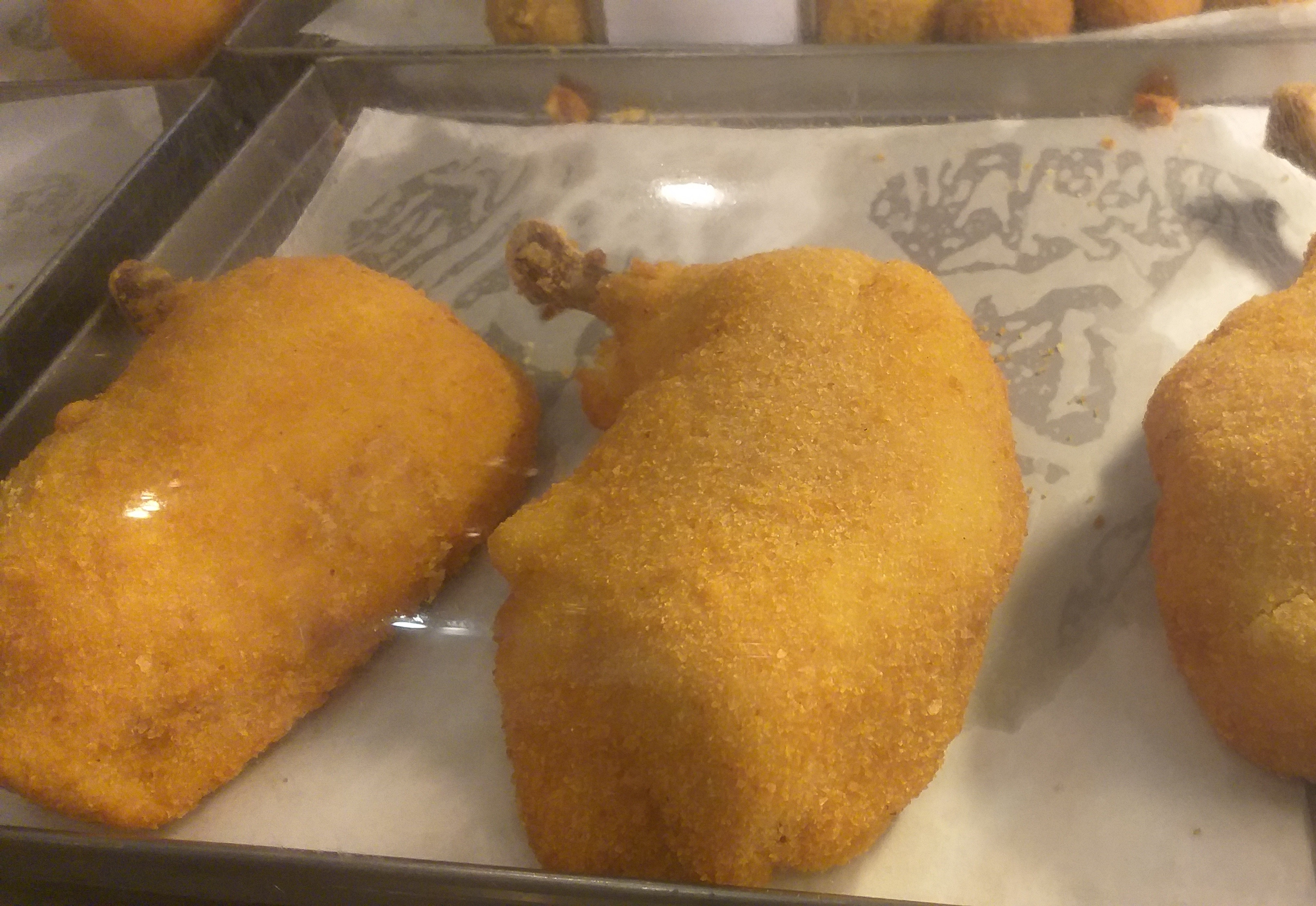
Krämlår
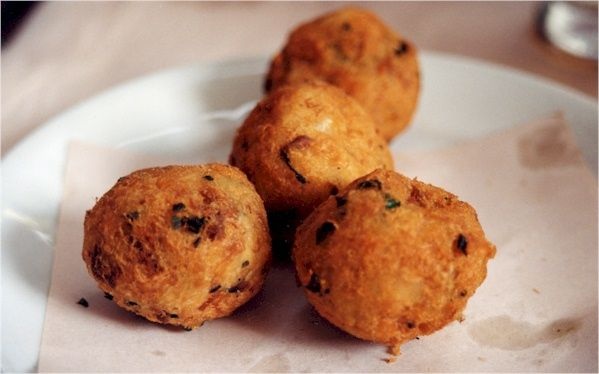
Bolinho de bacalhau

## Huvudrätter

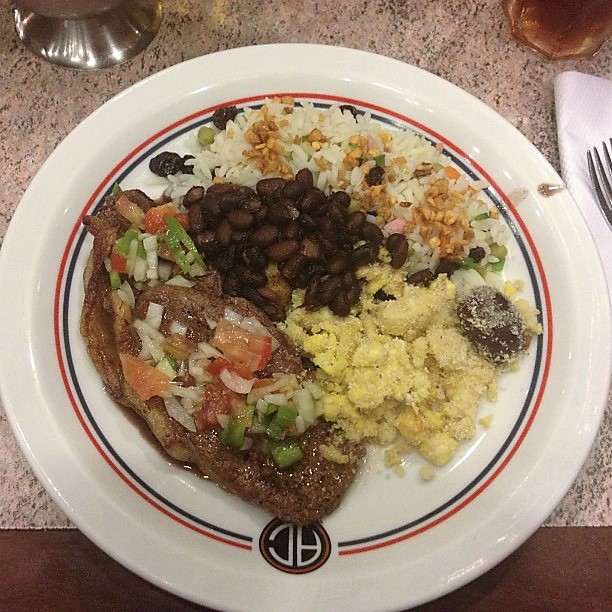
En typisk brasiliansk lunch består av ris, bönor, farofa, picanha och vinägrett beredd med hackad lök, tomat och peppar, vinäger, olja.

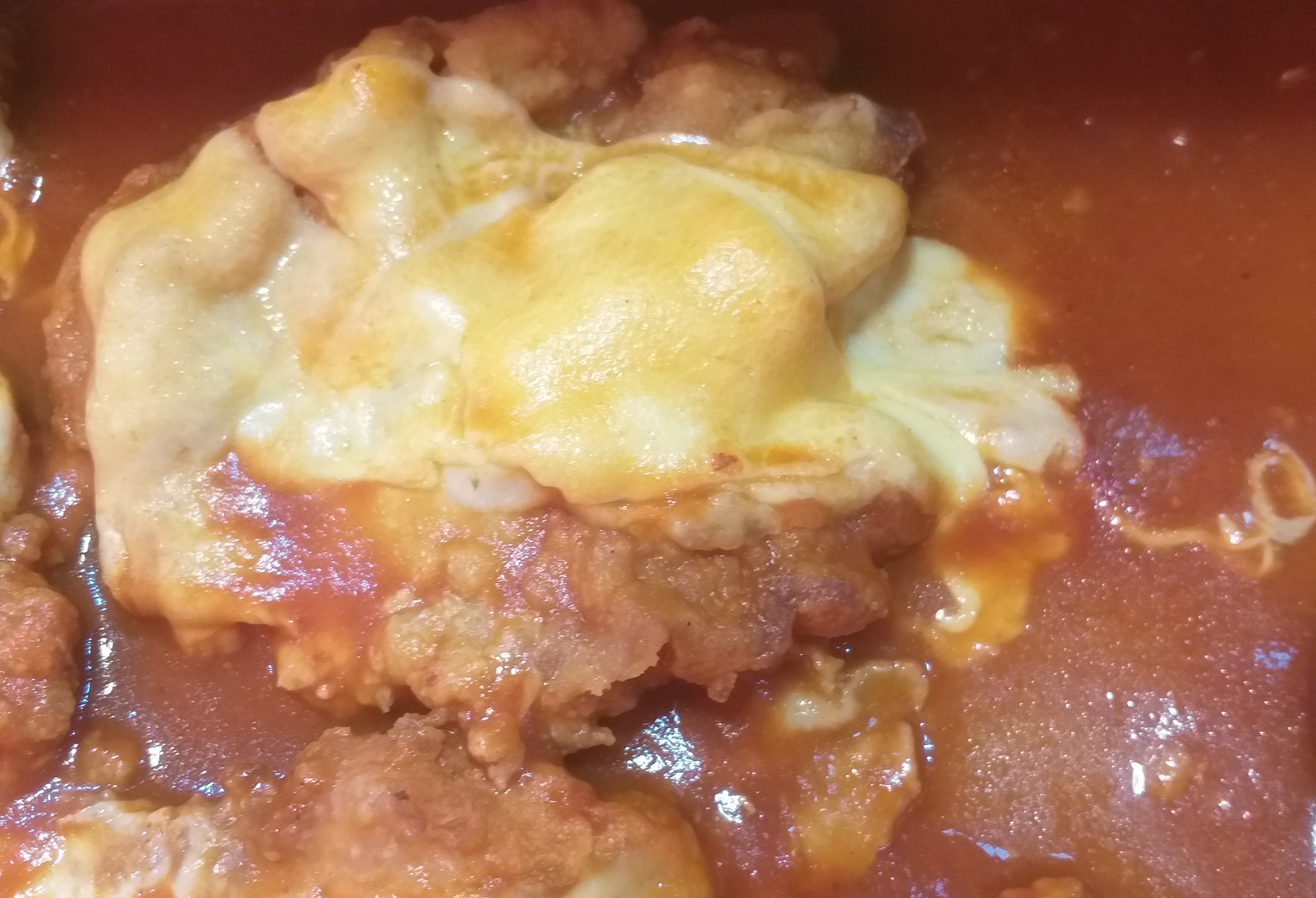
Bife à parmegiana, en av de mest traditionella och typiska rätterna i Brasilien.

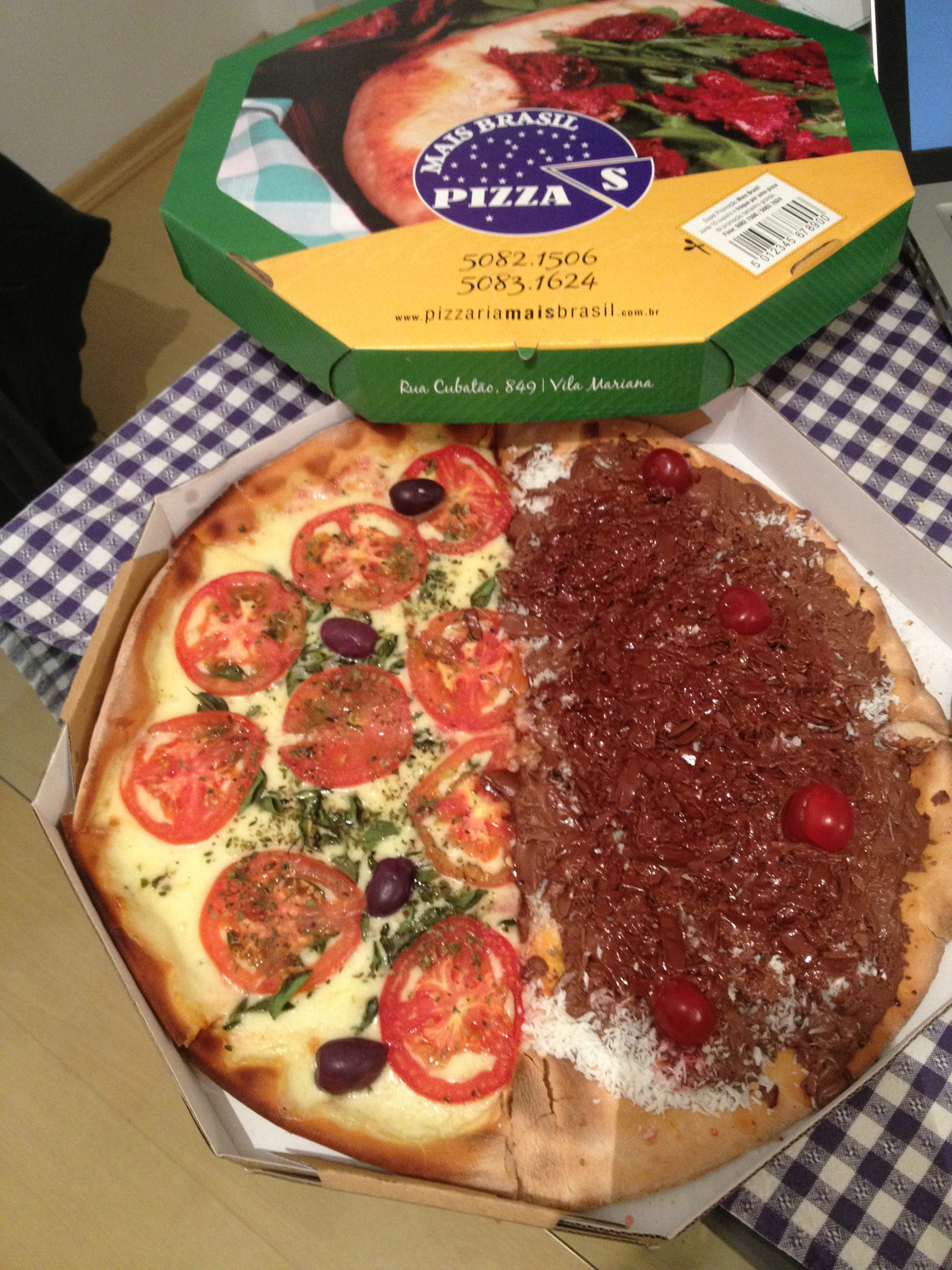
Brasilianska pizzor kan ha nästan vilken smak som helst. På bilden är en pizza som är hälften mozzarella, tomat, oliver och kryddor (salt) och hälften choklad, kokos och körsbär (söta).

- Feijoada, som anses vara landets nationalrätt, har sitt namn till sin huvudingrediens, svarta bönor. Det är ett tjockt fat, och den medföljande garneringen är gjord av olika delar av fläsk, såsom fötter, öron och bacon, såväl som andra rökta eller saltade kött. I allmänhet serveras bönor och kött separat och åtföljs av hackad kål, ris, stekt maniok mjöl, kallat farofa, och stekt plantain. Denna maträtt kommer från tiden för den portugisiska kolonin.
- Churrasco är huvudrätten i södra Brasilien. Med tiden antog andra regioner i Brasilien churrasco och skapade andra sätt att göra det. Restaurangen specialiserad på churrasco är en churrascaria.
- Picanha är en typisk brasiliansk köttbit som är den mest uppskattade av folket i landet.
- Farofa, kokt cassava mjöl som serveras som tillbehör/tillbehör. Dess knaprig är särskilt uppskattad.
- Pizza tillverkad i Brasilien är unik jämfört med resten av världen. Även om det är normalt att en pizza är tunn och med få ingredienser kan den i Brasilien ha mer än 100 smaker, salt (med ingredienser som pepperoni, ägg, tomat, ruccola, paprika, vitlök, strimlad kyckling, catupiry ost, kanadensisk filé, tonfisk, lök och du kan till och med hitta hamburgare, stroganoff eller sushi) eller godis (med smaker som choklad, banan med kanel, goiabada med ost, fikon, med glassbollar, M&M, etc.).
- Varmkorv är en annan rätt som har modifierats i Brasilien och praktiskt taget blivit en komplett lunch. Där är den vanligaste versionen "X-Tudo" (i bokstavlig översättning, ost-all), eller "Podrão", där den, förutom konventionellt bröd och korv med ketchup, senap och majonnäs, är fylld med en serie av ytterligare ingredienser allt från halmpotatis, riven parmesanost, majskärnor, ärtor och oliver till vaktelägg.
- Bife à cavalo: en biff toppad med ett stekt ägg, vanligtvis tillsammans med pommes frites och ibland sallad.
- Bife à parmegiana: stekt biff, bestående av en skivad köttbit, panerad med vetemjöl och ägg (äggvita), toppad med parmesanost och massor av tomatsås och kryddor som oregano att smaka. Ibland ersätter parmesanen mozzarellaskivorna. Även om det är en maträtt som uppfunnits i Brasilien och som är typisk för den brasilianska kulturen, anses den i allmänhet som ett italienskt recept i själva landet.
- Virado, en typisk rätt från delstaten São Paulo, där den också är känd som Virado à Paulista, bestående av en fläskkotlett, stekt groblad, kassavamjölbönor, ris, kål och stekt ägg.
- Tutu de feijão, typisk rätt i delstaten Minas Gerais, gjord på kokta bönor, sauterade och förtjockade med kassava eller majsmjöl. Den är vanligtvis sauterad med bitar av stekt bacon, lök och vitlök, och blandas med kassavamjöl eller majsmjöl beroende på typ av böna.
- Torresmo
- Arroz carreteiro är en typisk rätt från den södra regionen av Brasilien, gjord av ris som tillsätts välhackat och sauterat nötkött, strimlat eller malet torkat kött eller torkat kött till solen, ibland paio, bacon och chorizo i bitar, sauterade i mycket fett, med vitlök, lök, tomat och persilja, alltid med mycket smaksättning.
- Galinhada är en typisk rätt från delstaterna São Paulo, Minas Gerais och Goiás, bestående av kokt ris och bitar av kokt kyckling. Smaksättningen är sammansatt av saffran (som ger den typiska gulaktiga färgen till riset), vinägrett (valfritt och som tillbehör) och tutu av bönor. Den typiska Goiana-kycklingrätten innehåller guariroba (en sorts bitter palm) och pequi.
- Barreado: typisk rätt från kusten i Paraná baserad på nötkött eller fläsk.
- Bobó de camarão: räksoppa, typisk för Brasiliens nordöstra region
- Carne de sol: saltat och rökt nötkött, typiskt för den nordöstra regionen Brasilien
- Moqueca: Det är en gryta, vanligtvis baserad på fisk, typisk för delstaterna Pará, Bahia och Espírito Santo. Den kan tillagas med fisk, skaldjur, kräftdjur, kyckling eller kycklingägg.
- Tacacá, Amazonasoppa gjord på tucupi, jambu, torkade räkor, lång koriander och paprika.
- Cuzcuz: majsmjölskaka, med räkor och sardiner, med grönsaker.

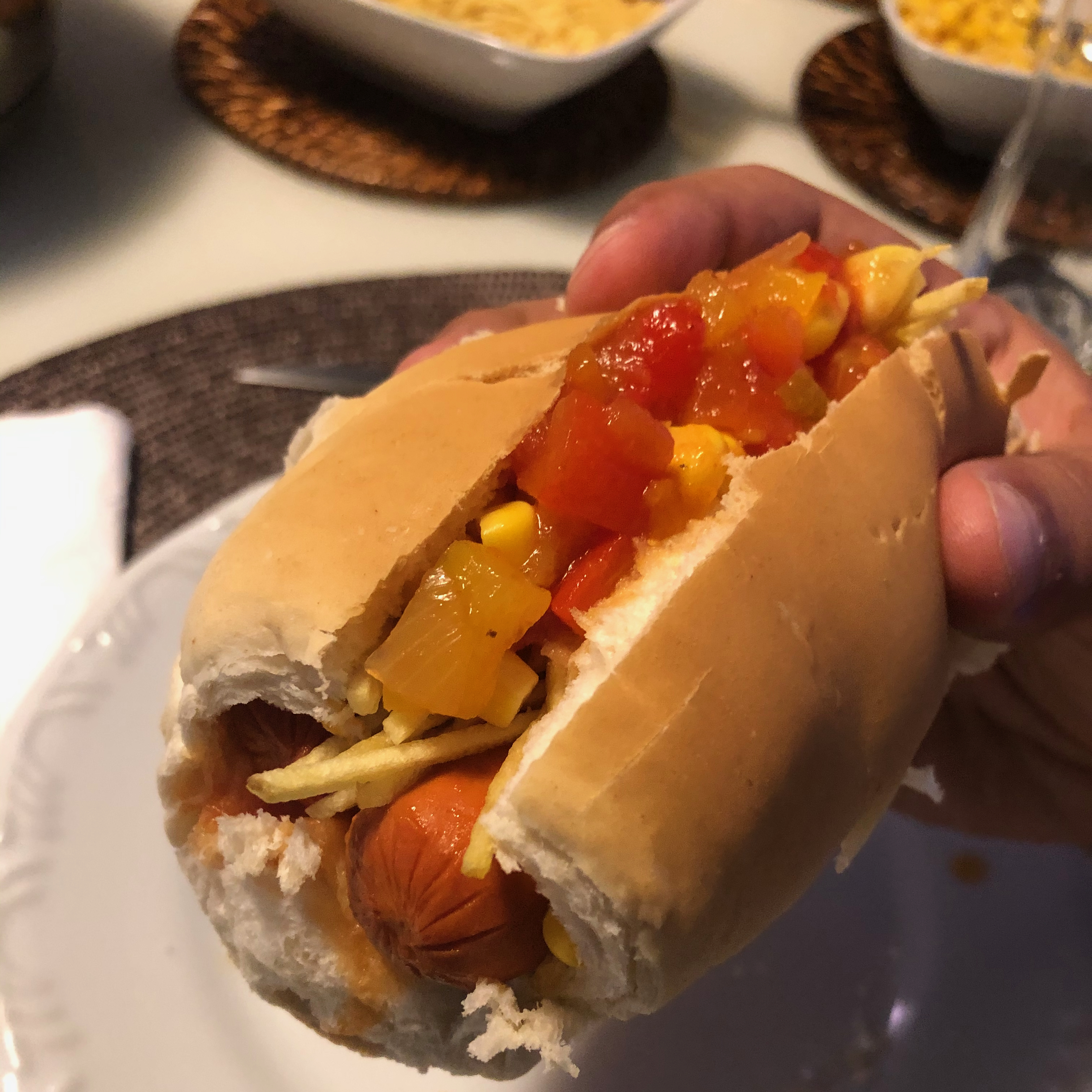
Brasiliansk varmkorv med tomat, majs, batata-palha (frites-halm) och lök
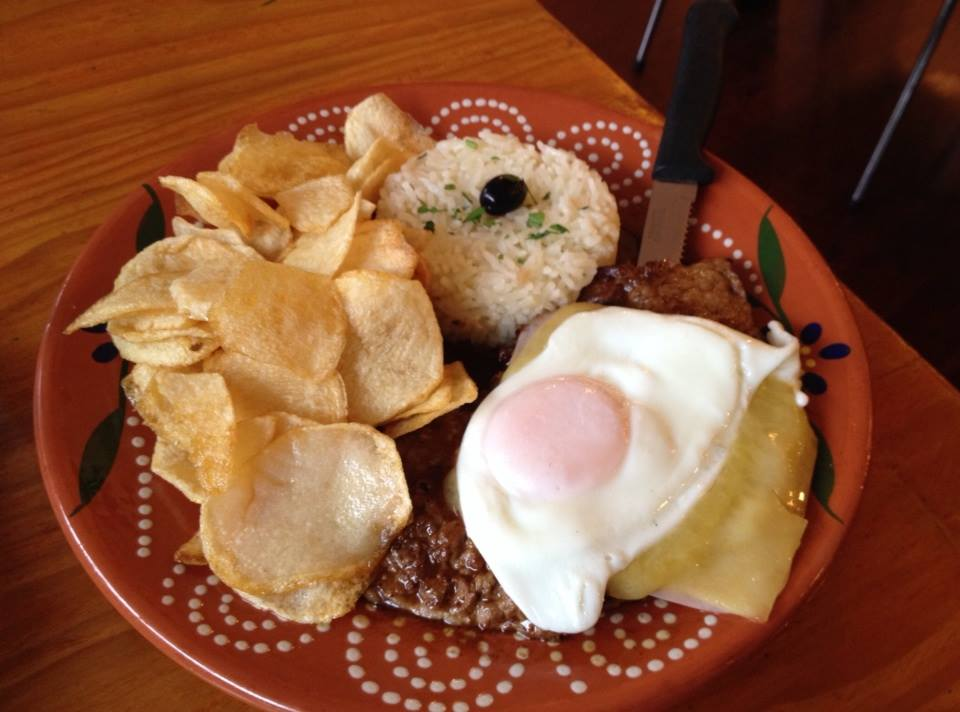
Bife à cavalo, en biff toppad med ett ägg, serverad med pommes frites och ris
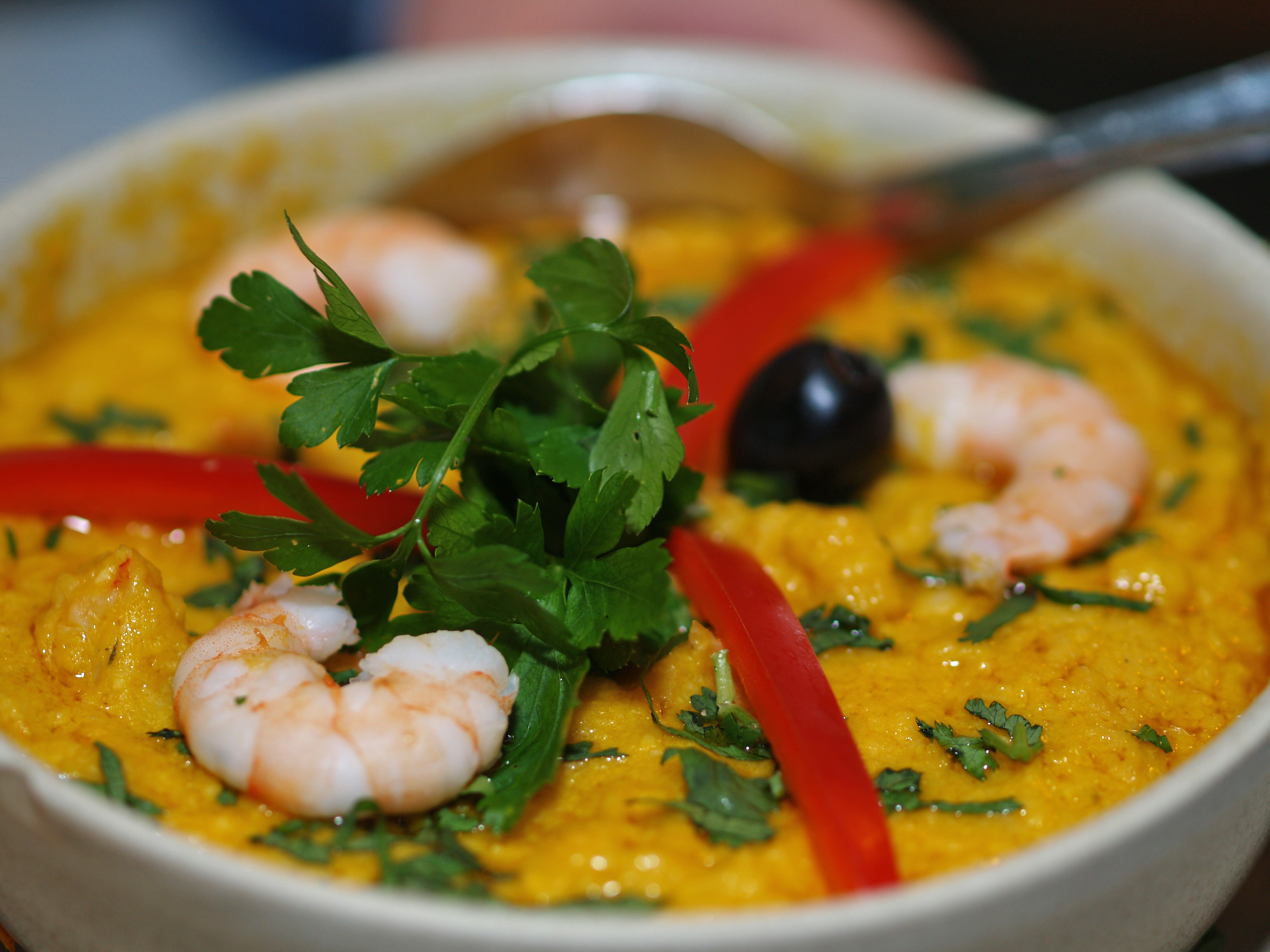
Vatapá
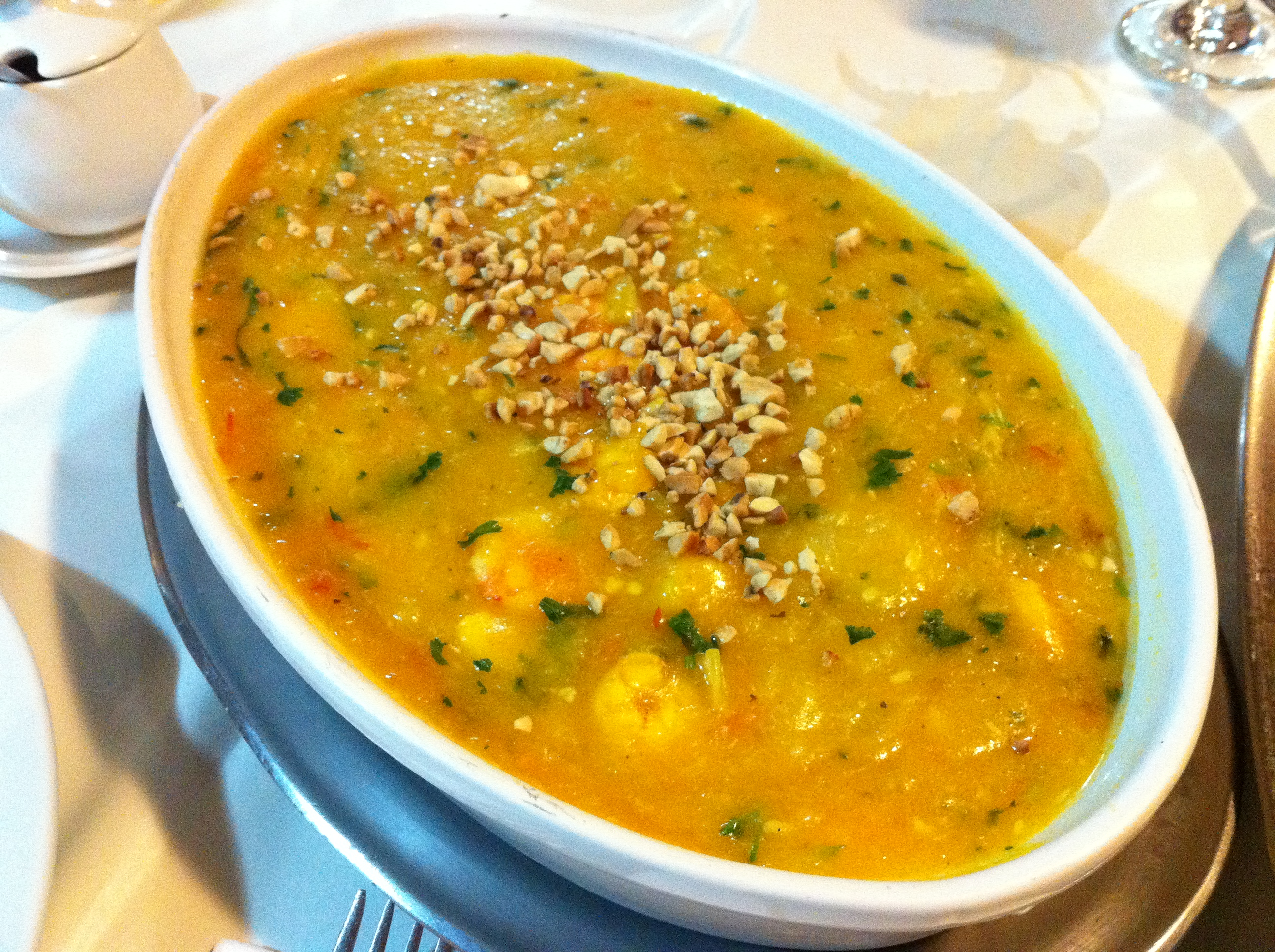
Bobó de camarão

## Efterrätt
- Brigadeiro, en sorts tryffel gjord av sötad kondenserad mjölk, smör och kakao.
- Paçoca, en efterrätt gjord på jordnöt
- Cocada (kokosgodis)
- Pudim de leite (Brylépudding tillverkad av kondenserad mjölk, av franskt ursprung)
- Quindim (kokosäggkräm)
- Beijinho (kokostryffel med kryddnejlika)
- Cajuzinho (jordnötter och cashewtryffel)
- Olho-de-sogra (beijinho sylt i en katrinplommon (även om vissa recept innehåller äggula))
- Açaí na tigela (består vanligtvis av en blandning av açaí (brasiliansk frukt) med bananer och spannmål eller jordgubbar och spannmål (vanligtvis granola eller muslix))
- Doce de leite
- Pé-de-moleque (baserad på jordnötter och karamelliserat socker)
- Goiabada (guavasylt och socker)
- Romeu e Julieta: goiabada (guavasylt och socker) med keso (oftast Minas-ost eller requeijão-ost)
- Maria-mole (liknar en marshmallow, gjord på socker, gelatin och äggvita, toppad med riven kokos)
- Pamonha
- Sagu (gjord med tapiokapärlor, socker och rött vin)
- Queijadinha (en gräddtårta gjord på riven kokos och ost, sötad kondenserad mjölk, socker, smör och äggulor)
- Mousse de maracujá (Passionsfruktsmousse)
- Manjar branco (en vit brasiliansk kokospudding som liknar fransk Blancmangé)
- Creme de papaia (papaya blandat med glass från vanilj. Crème de cassis tillsätts vanligtvis, men kan ersättas med en alkoholfri cassissirap. Det var en kulinarisk modefluga i Brasilien i mitten av 1990-talet. Idag har dess popularitet avtagit något.)
- Rapadura

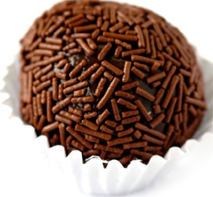
Brigadeiro
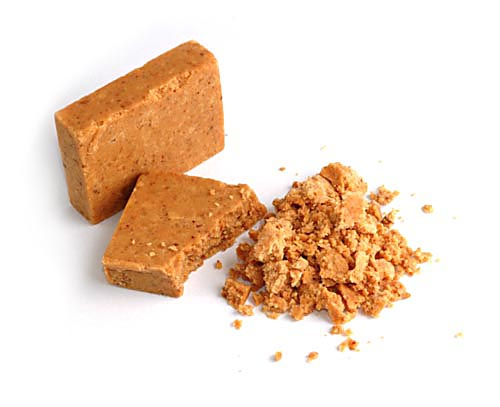
Paçoca
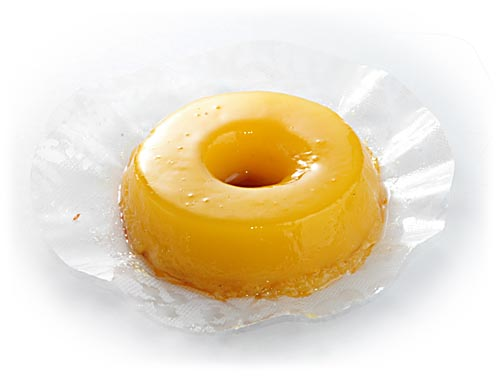
Quindim
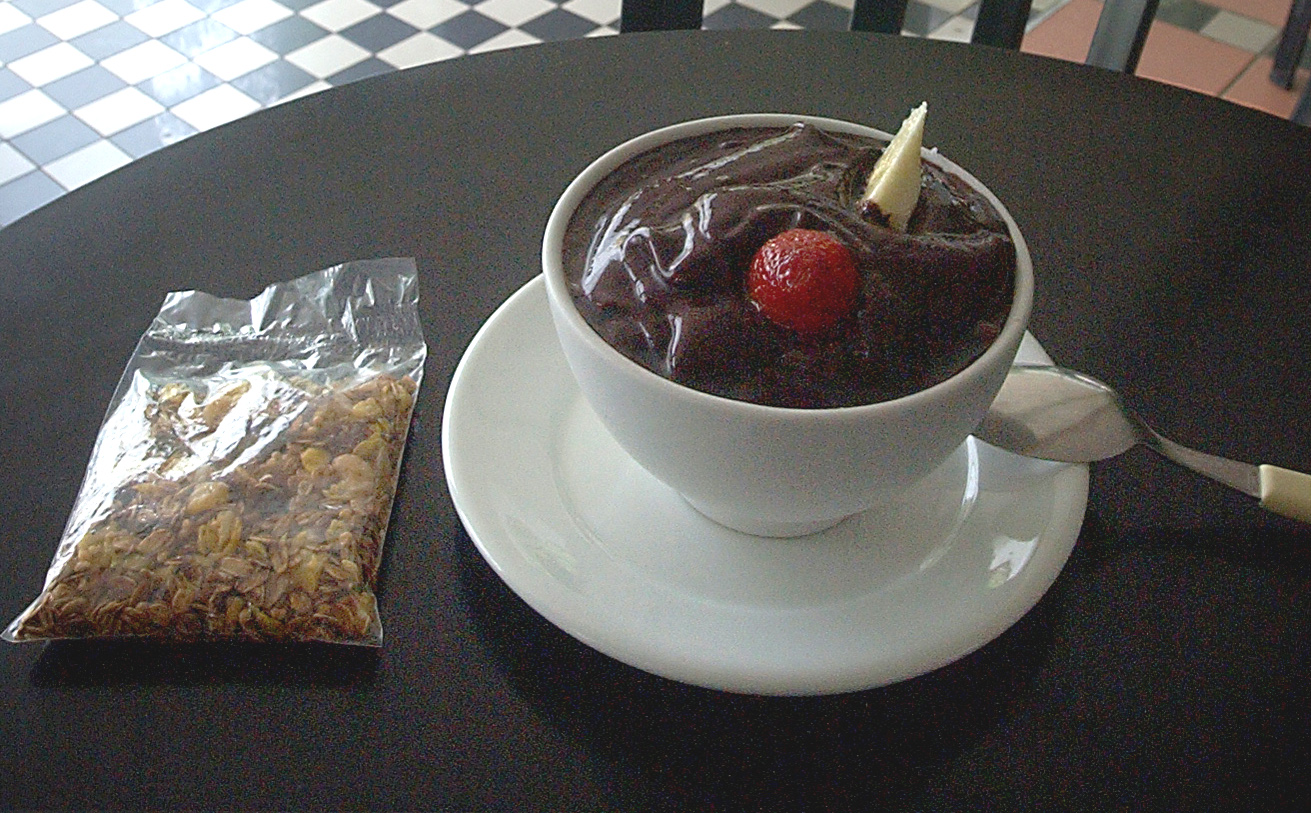
Açaí
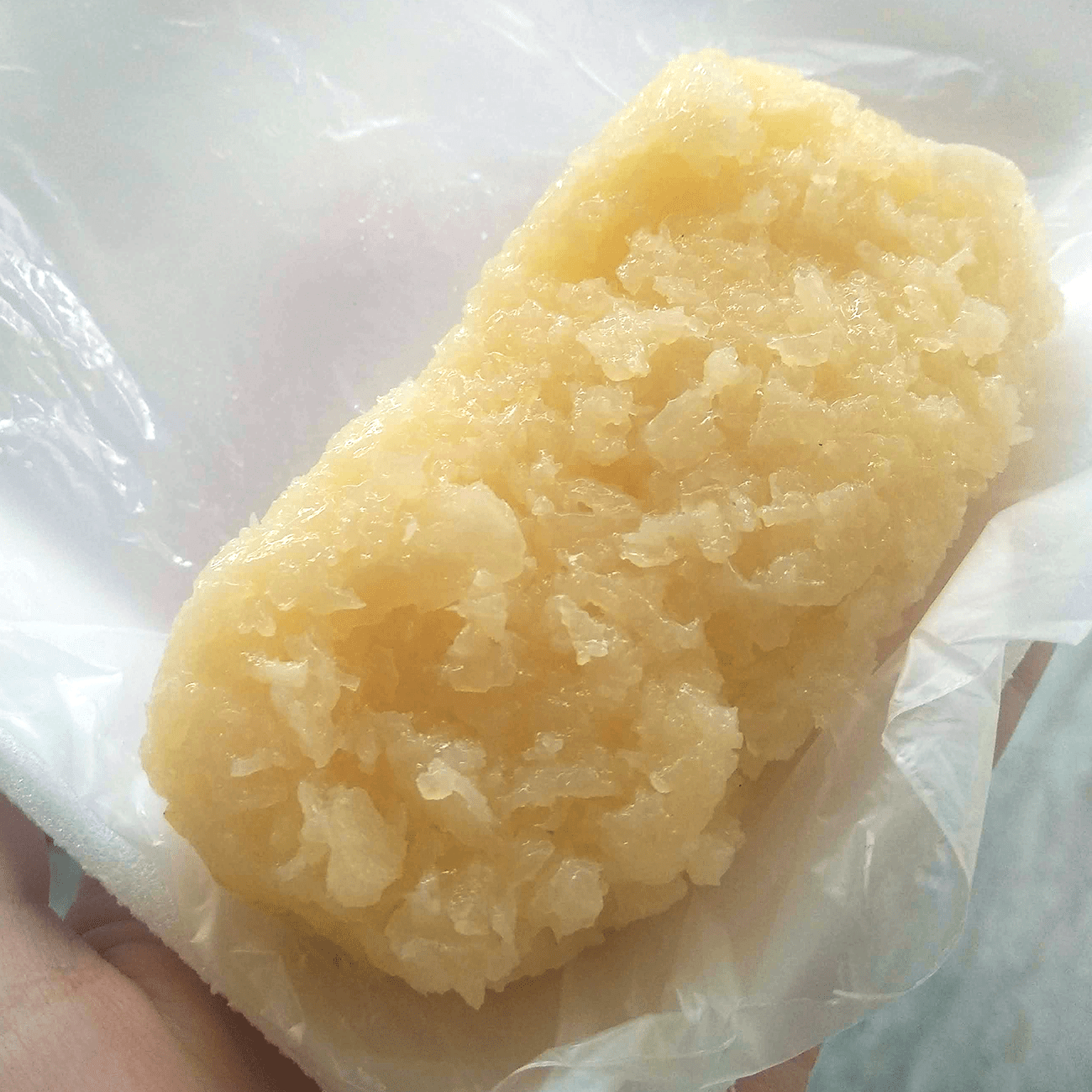
Cocada
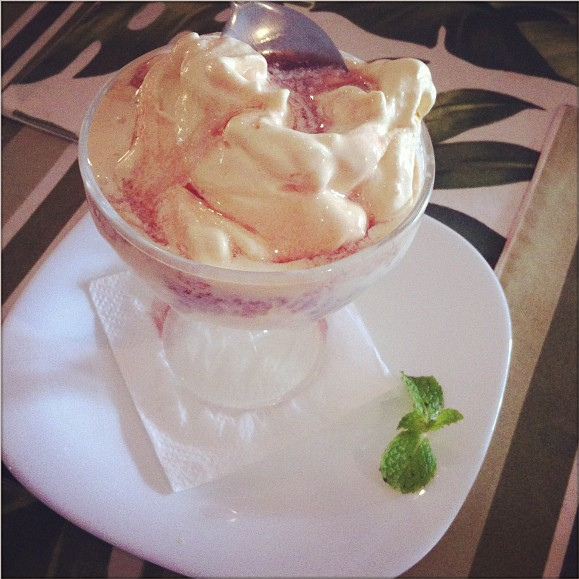
Creme de papaia
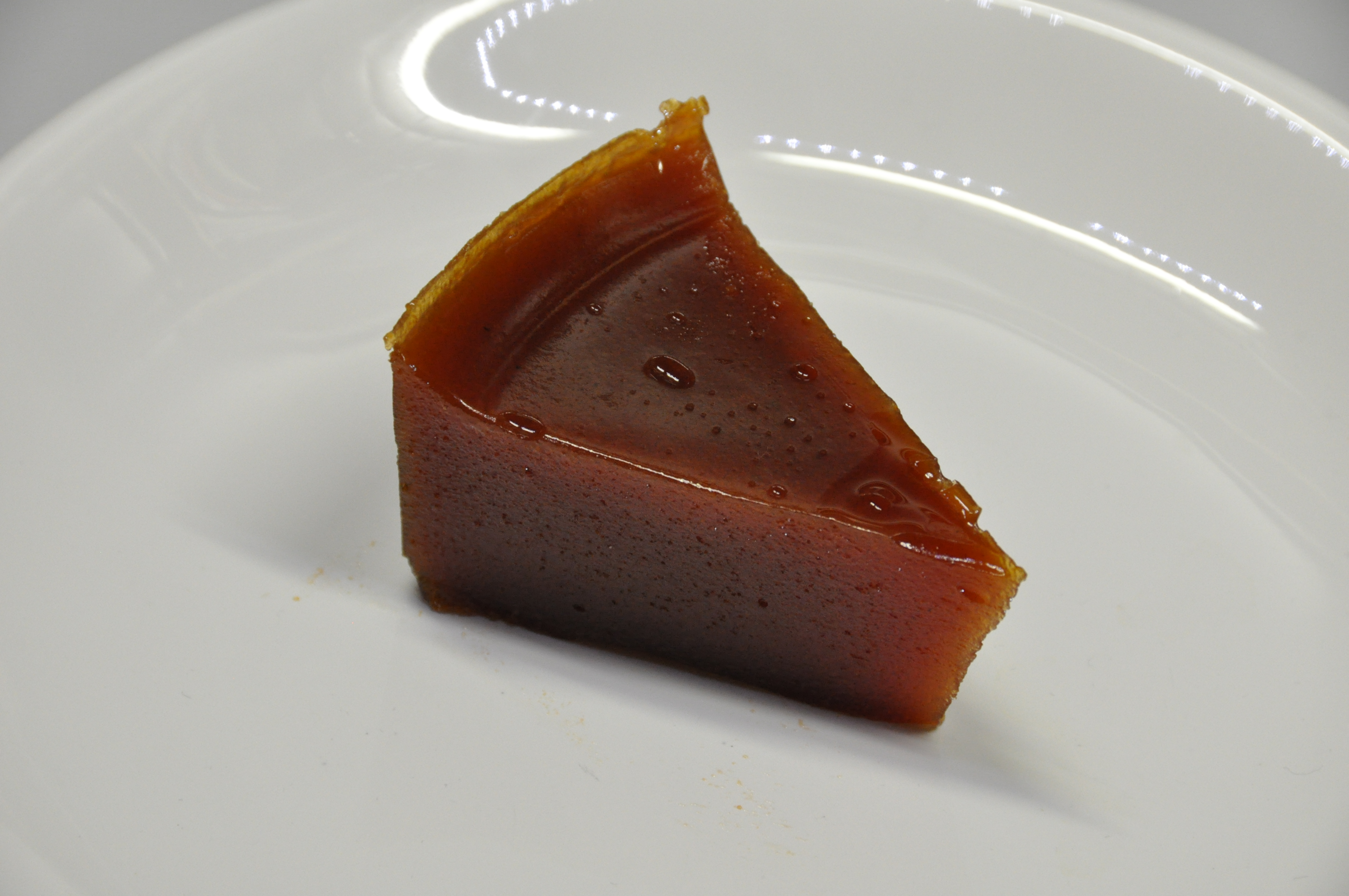
Goiabada
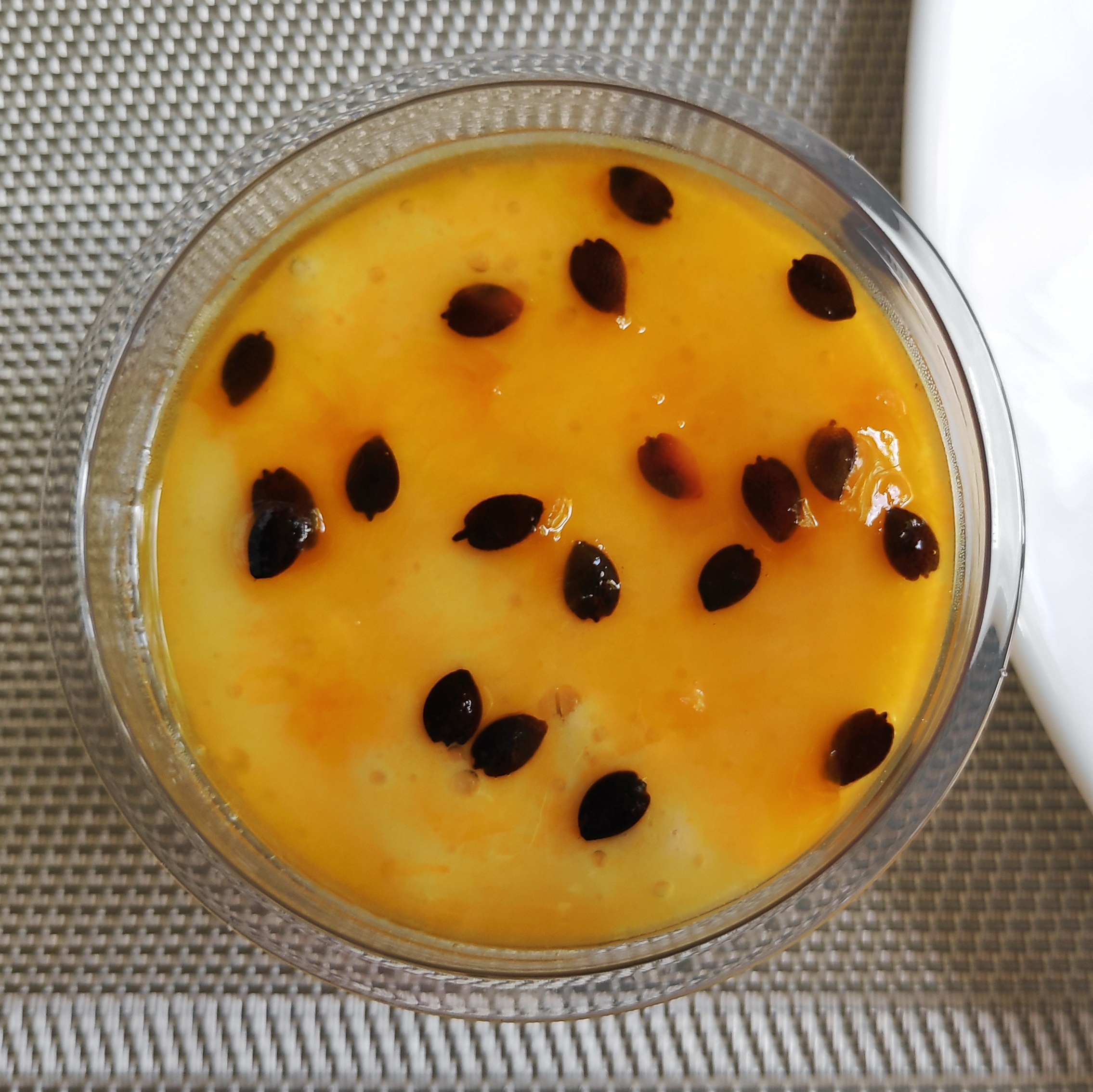
Passionsfruktsmousse
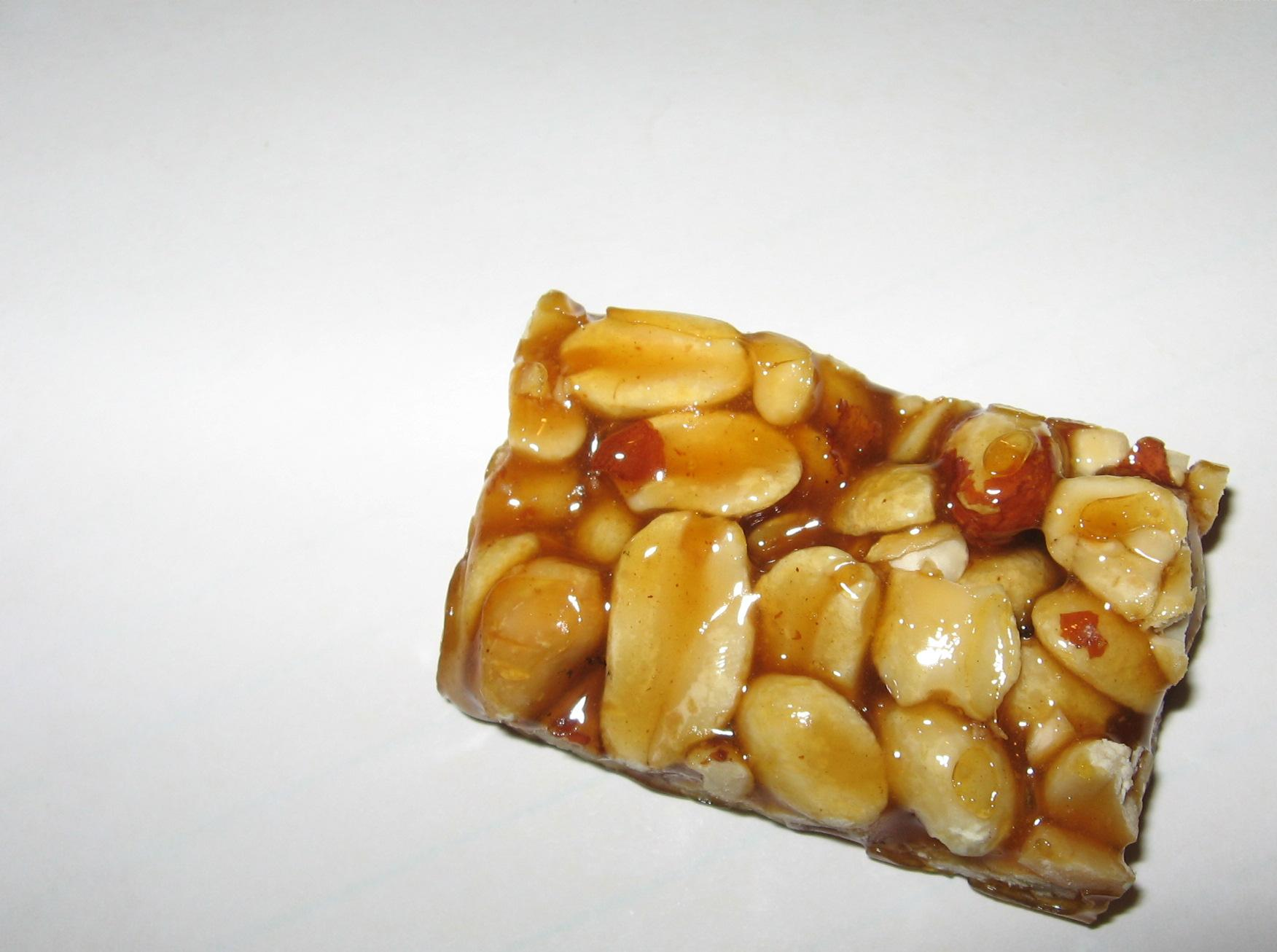
Pé-de-moleque
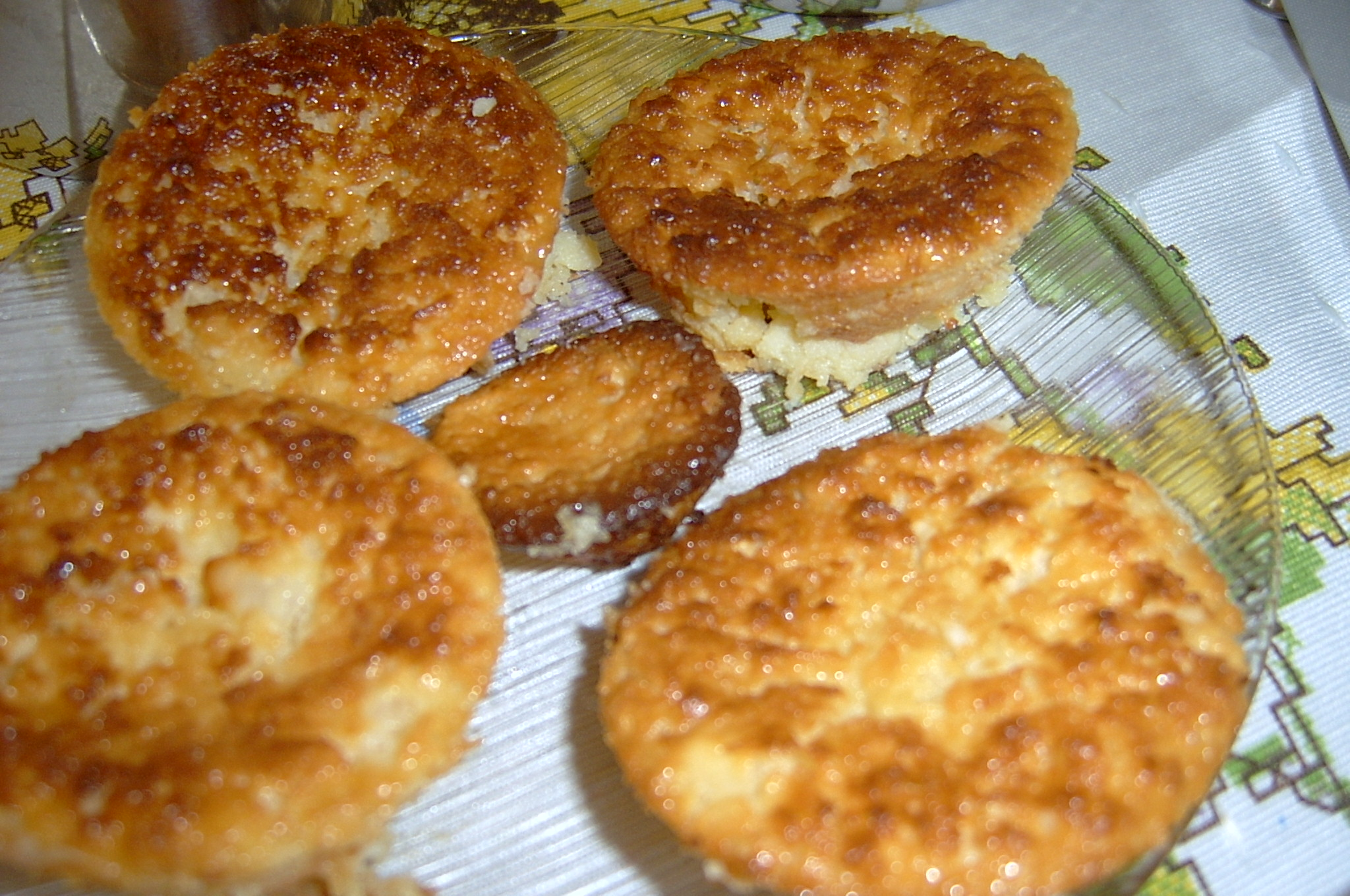
Queijadinha

## Drycker

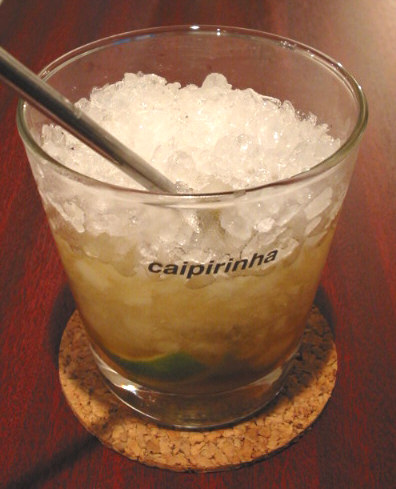
Glas caipirinha.

Nationaldrycken är utan tvekan caipirinha, gjord av cachaça (sockerrör brännvin), socker, citronsaft och is. Exotiska juicesmoothies är mycket populära och ett bra alternativ att svalka sig då de vanligtvis åtföljs av krossad is. Och naturligtvis måste du prova det utmärkta kaffe.
- Batida: Cocktail typisk för det brasilianska köket, fruktjuice skakad med cachaça och socker.
- Caipirinha, en cocktail gjord på Cachaça och citron.
- Cachaça, sockerrörsalkohol.
- Guaraná, en uppfriskande kolsyrad dryck gjord av guaraná från Amazonas regnskog.
- Chimarrão
- Suco de caju - (juice gjord av cashew)
- Licor de jabuticaba - (Likör tillverkad av jabuticaba)
- Limonada suíça (Schweizisk lemonad), beredd med limeklyftor med skal, isbitar, socker och vatten.
- Quentão, som betyder "mycket het", är en varm brasiliansk drink gjord på cachaça och kryddor. Det serveras ofta under firandet som kallas Festas Juninas (junifestival).
- Água de coco (kokosnötsvatten)
- Caldo de cana (sockerrörsjuice)

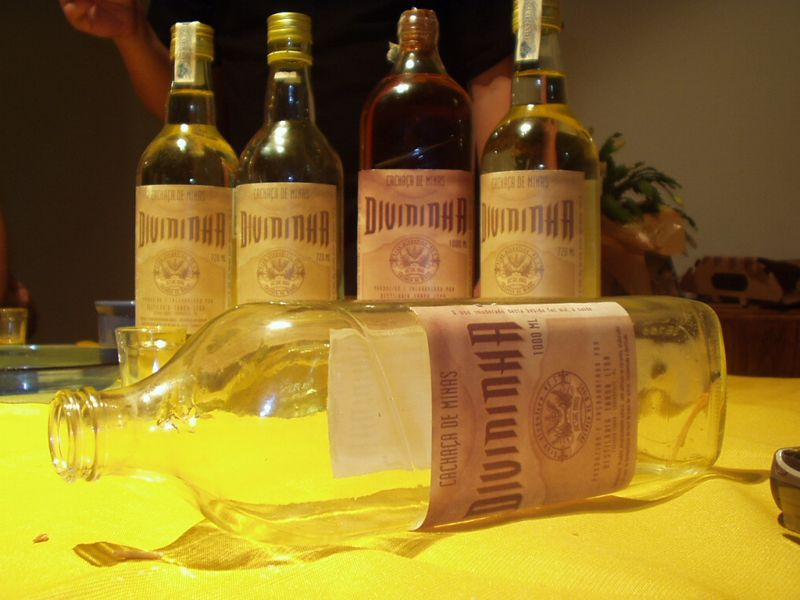
Cachaça
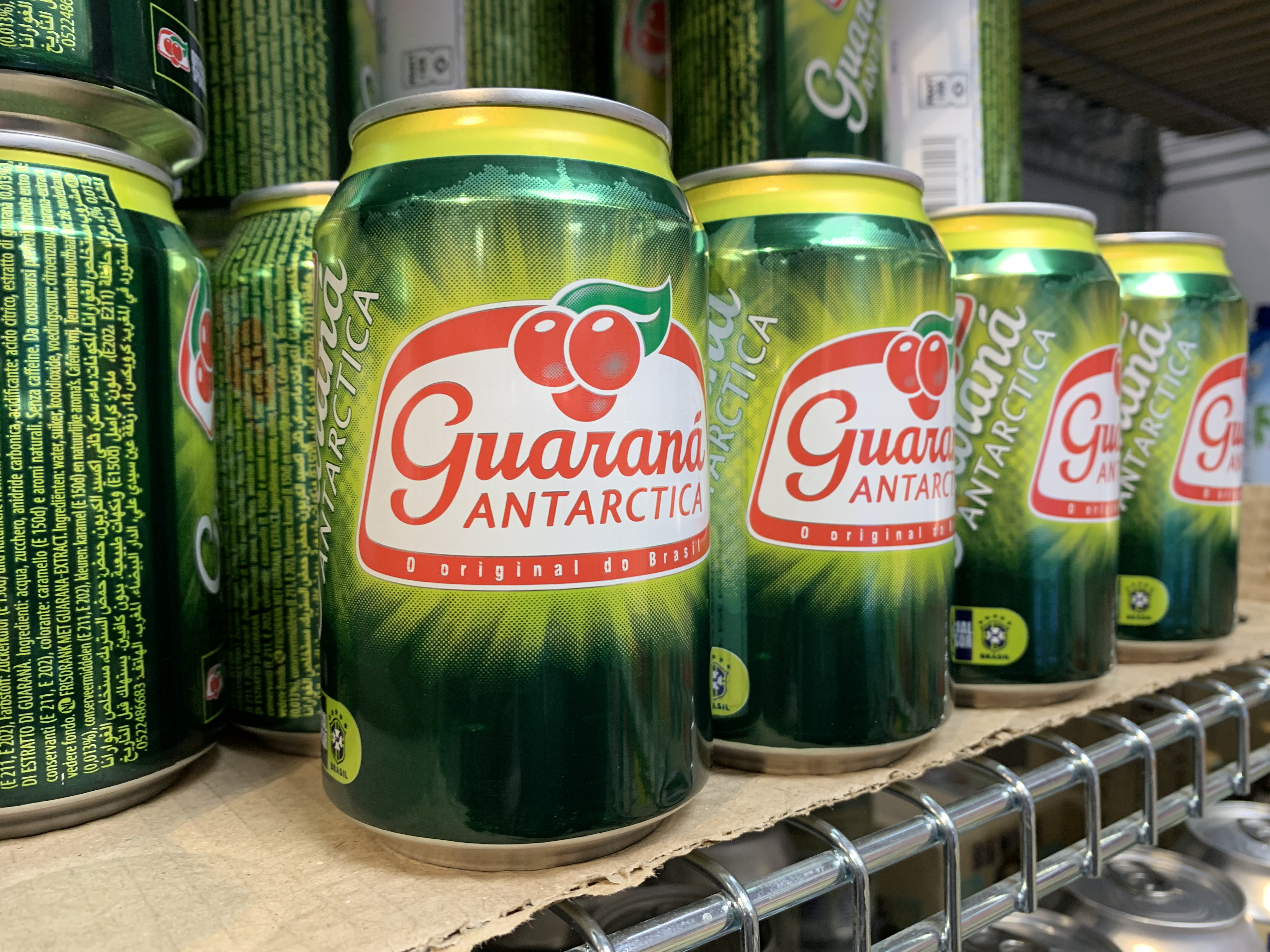
Guaraná
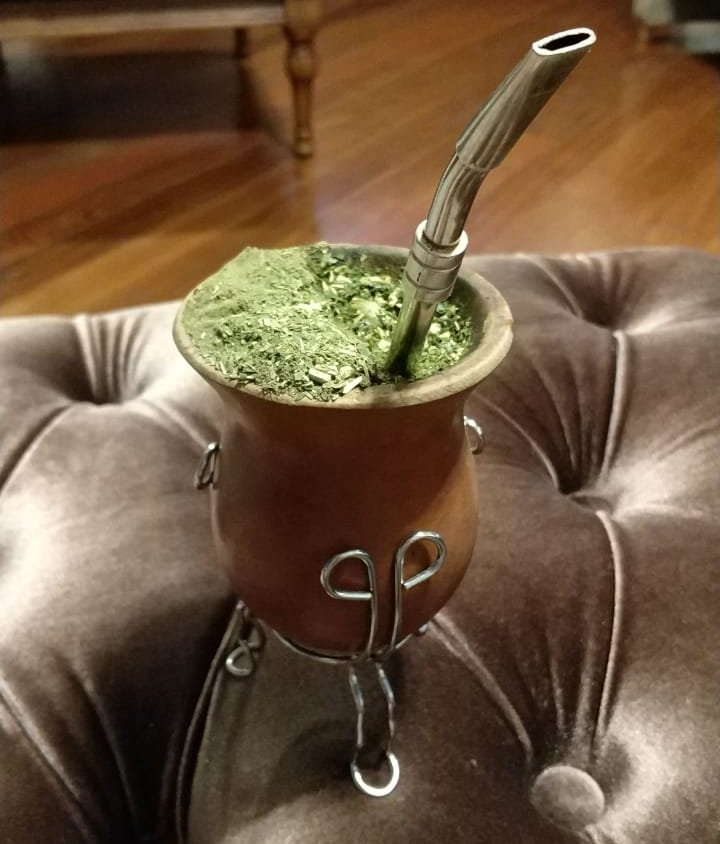
Chimarrão
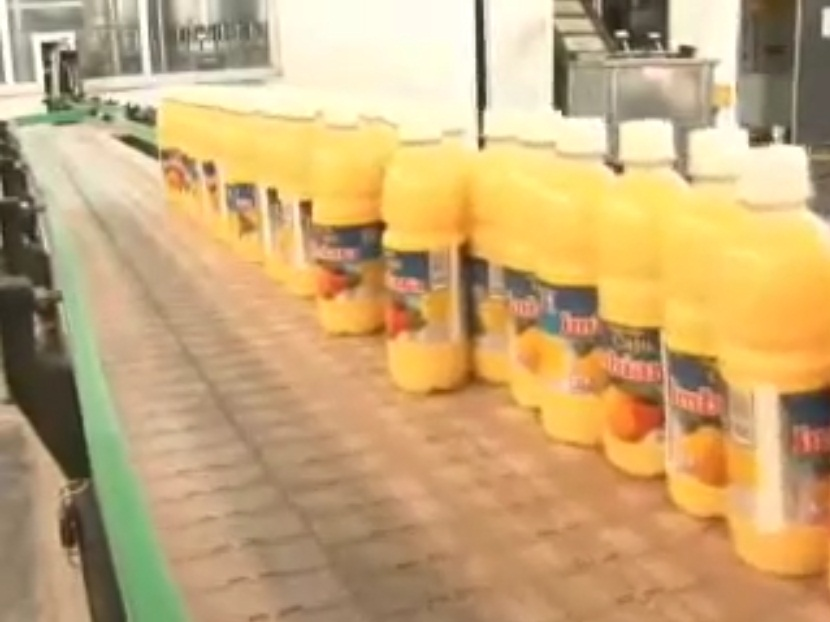
Suco de caju
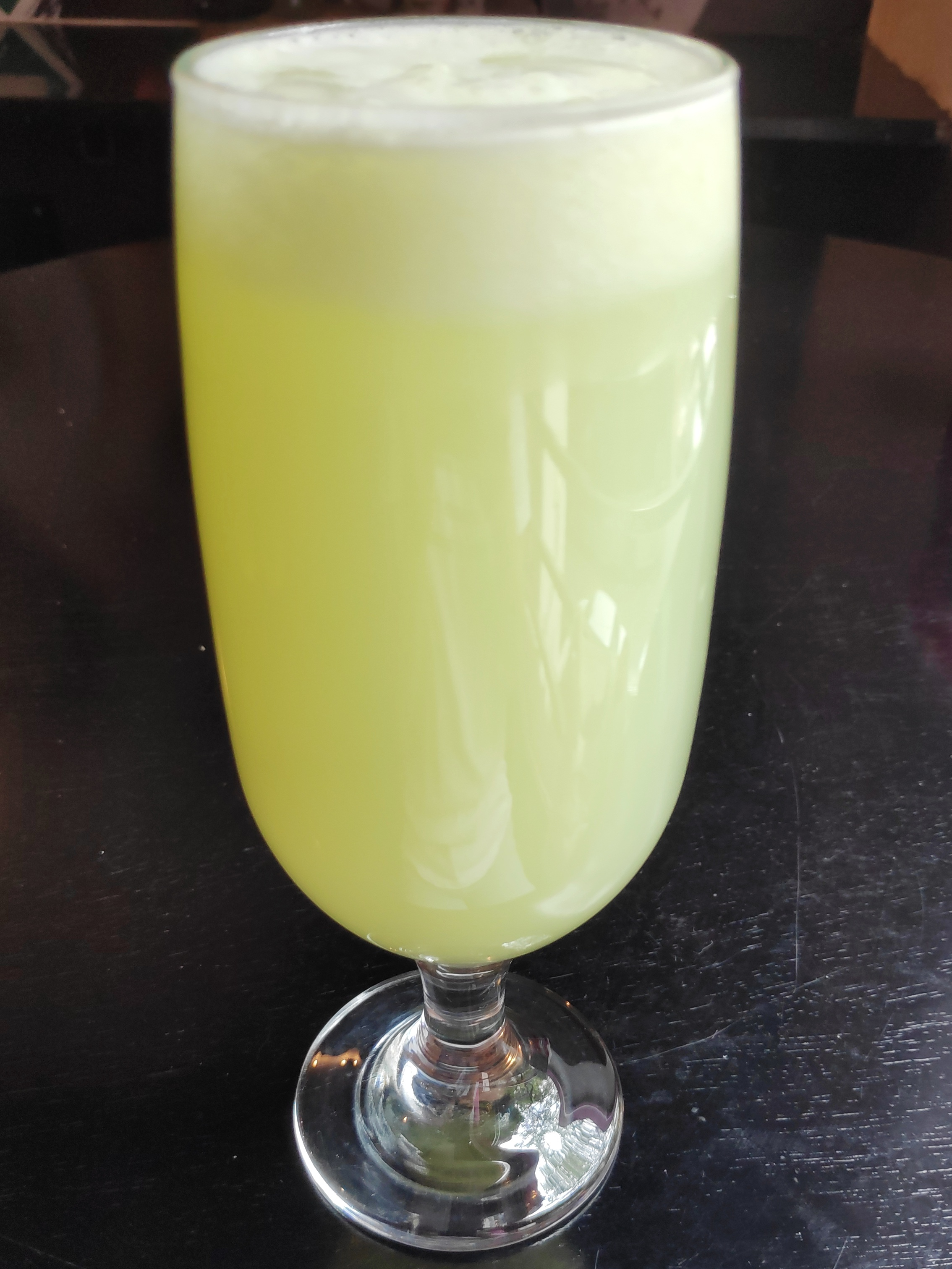
Limonada Suíça (schweizisk lemonad)
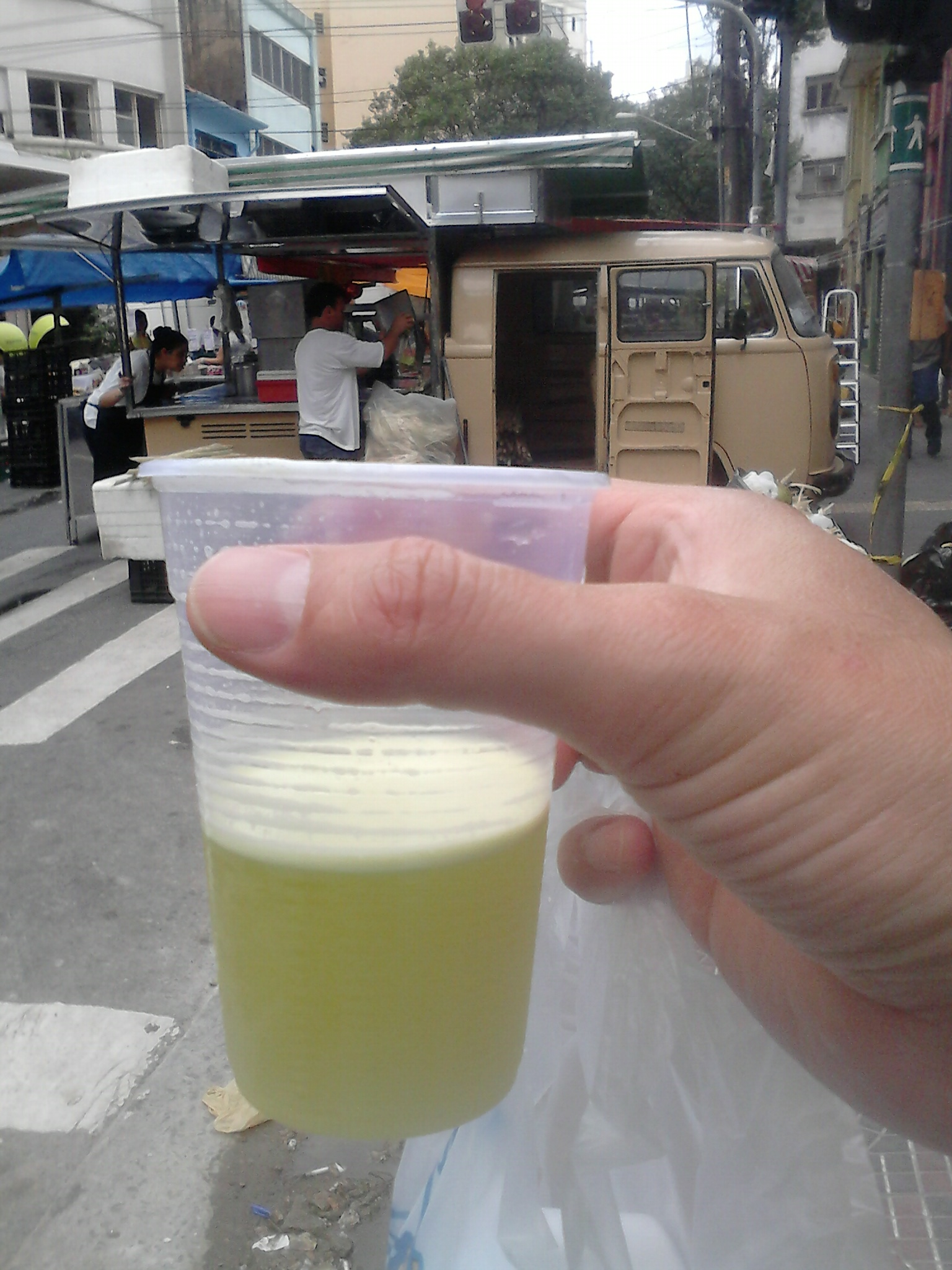
Sockerrörsjuice
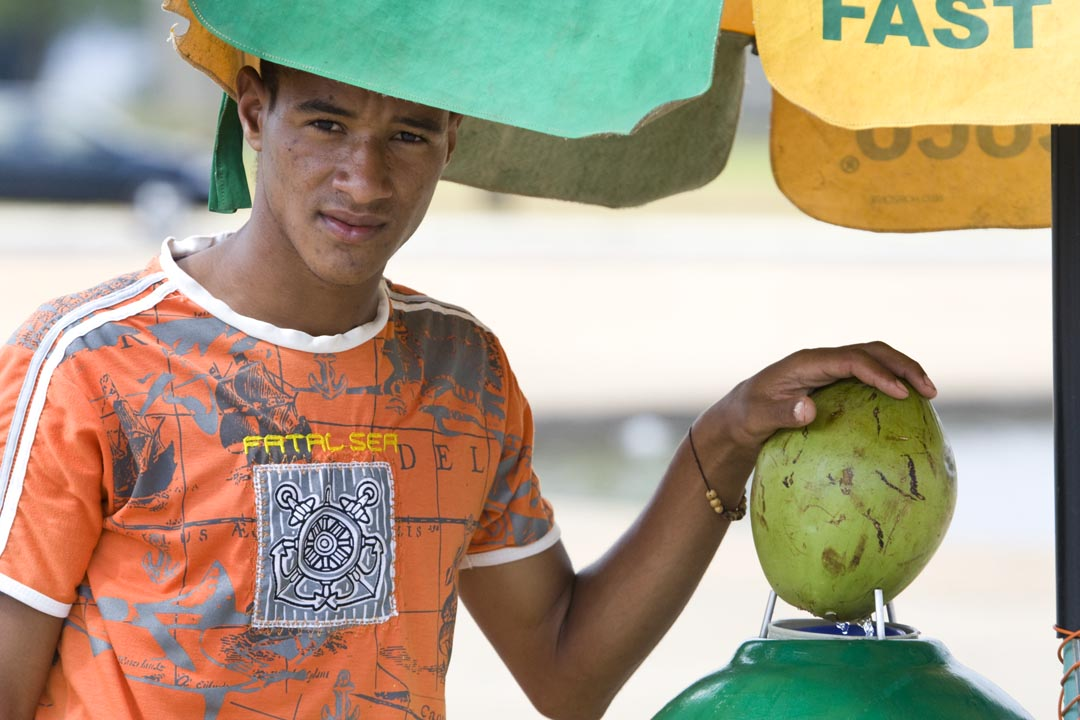
Kokosvattenförsäljare i Brasilien

## Ost
- Minas, även känd som "vit ost", den är lätt och används främst för personer som vill ha en hälsosammare kost, rekommenderas i dieter och även för personer med gastrit
- Catupiry, en krämig ost uppfunnen i Brasilien som främst används som topping eller fyllning för pizzor
- Requeijão, brasiliansk requeijão har några få varianter. "Requeijão de Corte" är den äldsta sorten, huvudsakligen hantverksmässig, och är solid; "Requeijão Cremoso" är för närvarande den mest utbredda sorten, eftersom den är en degig mejeriprodukt, vit till färgen, gjord på skummjölk och färsk grädde. Det säljs vanligtvis i glas- eller plastmuggar och breds på bröd till frukost. "Requeijão Culinário" är en mer konsekvent variant av krämig keso, designad för att tåla höga temperaturer utan att ändra dess egenskaper.
- Canastra
- Coalho, det är en värmebeständig ost, vilket betyder att den kan tillagas och grillas. Det äts vanligtvis på stränder eller churrascos, steks över elden på spett och äts rökt av elden.

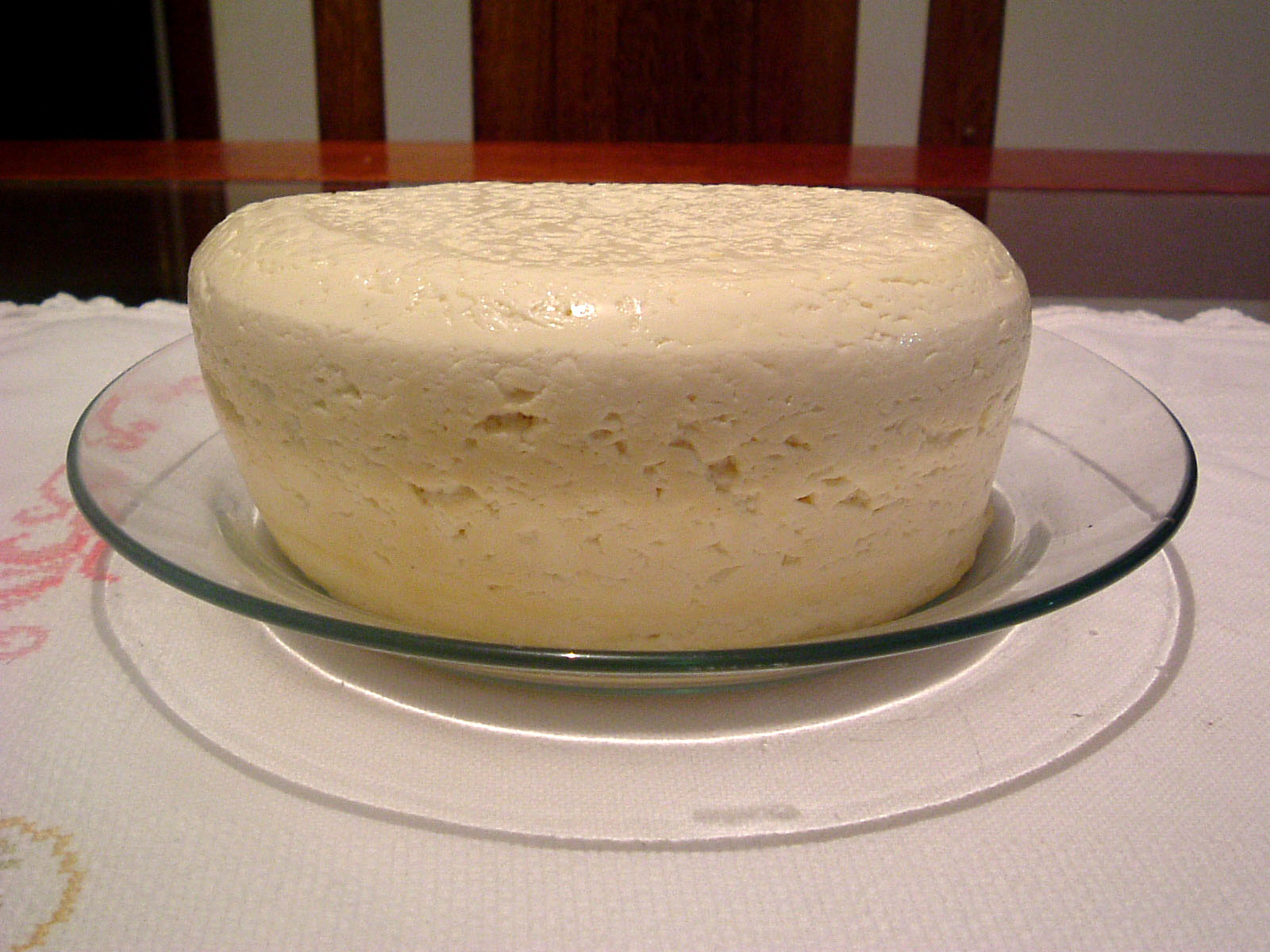
Ost Minas
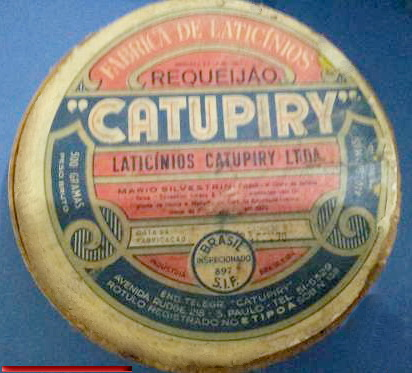
Catupiry
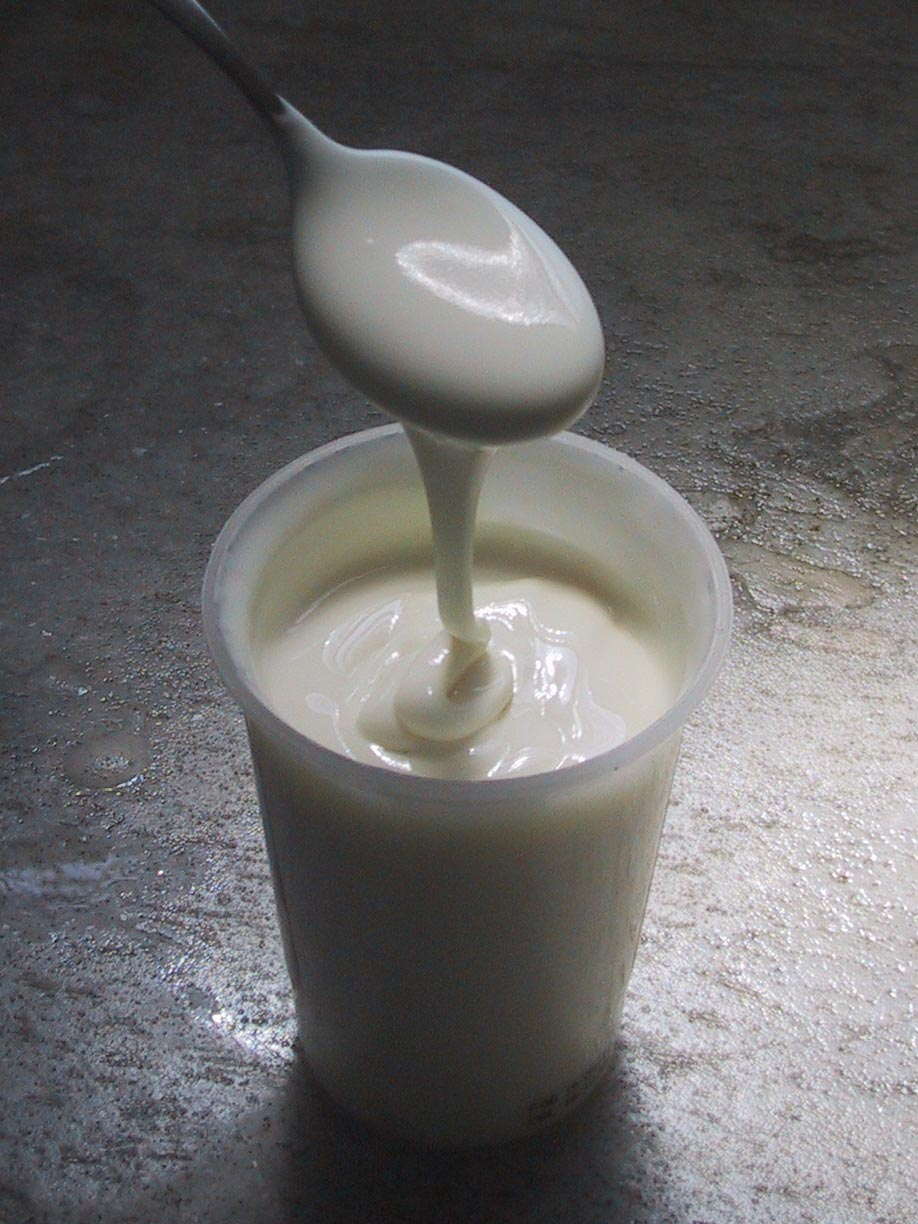
Requeijão
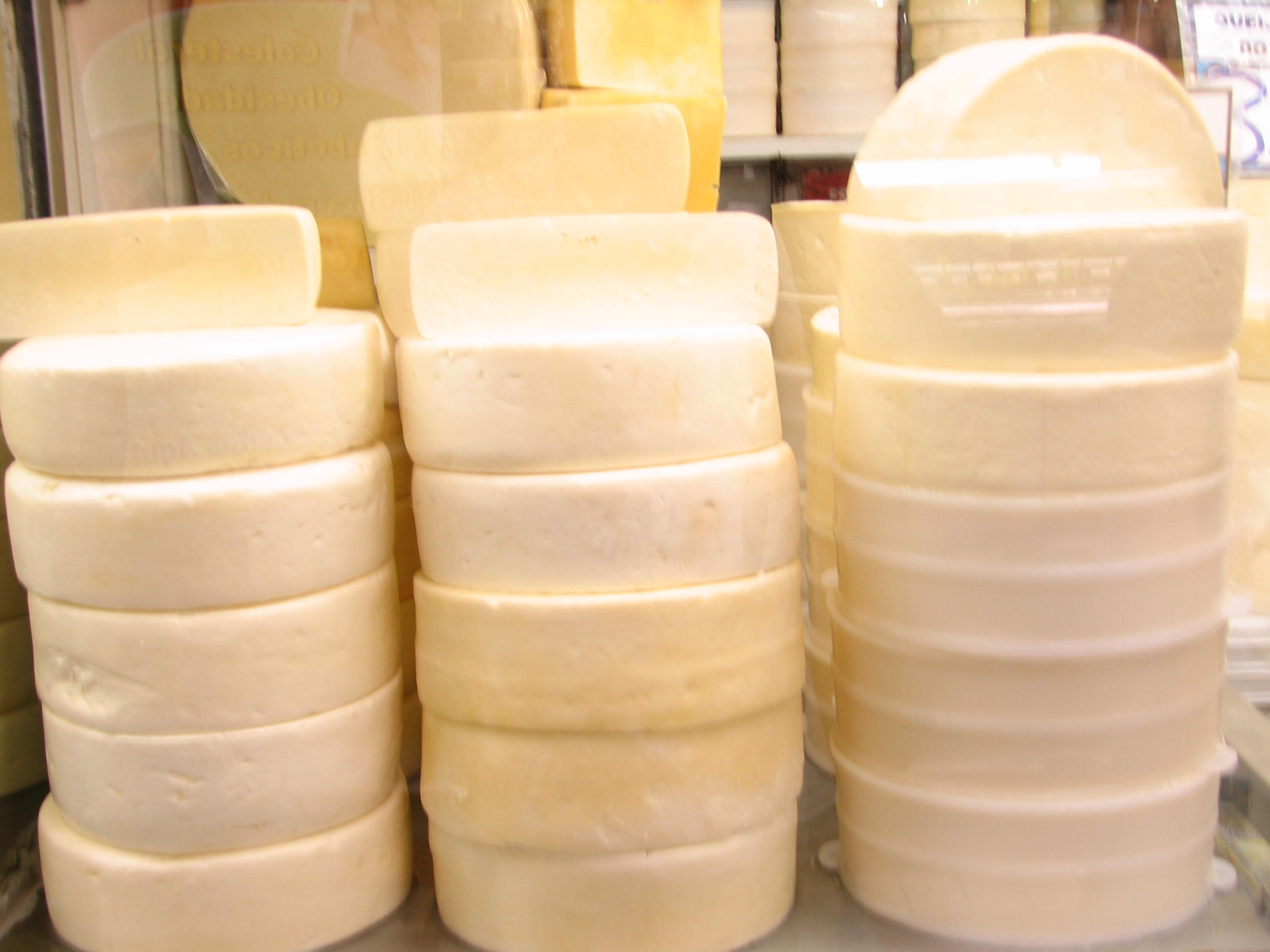
Canastra
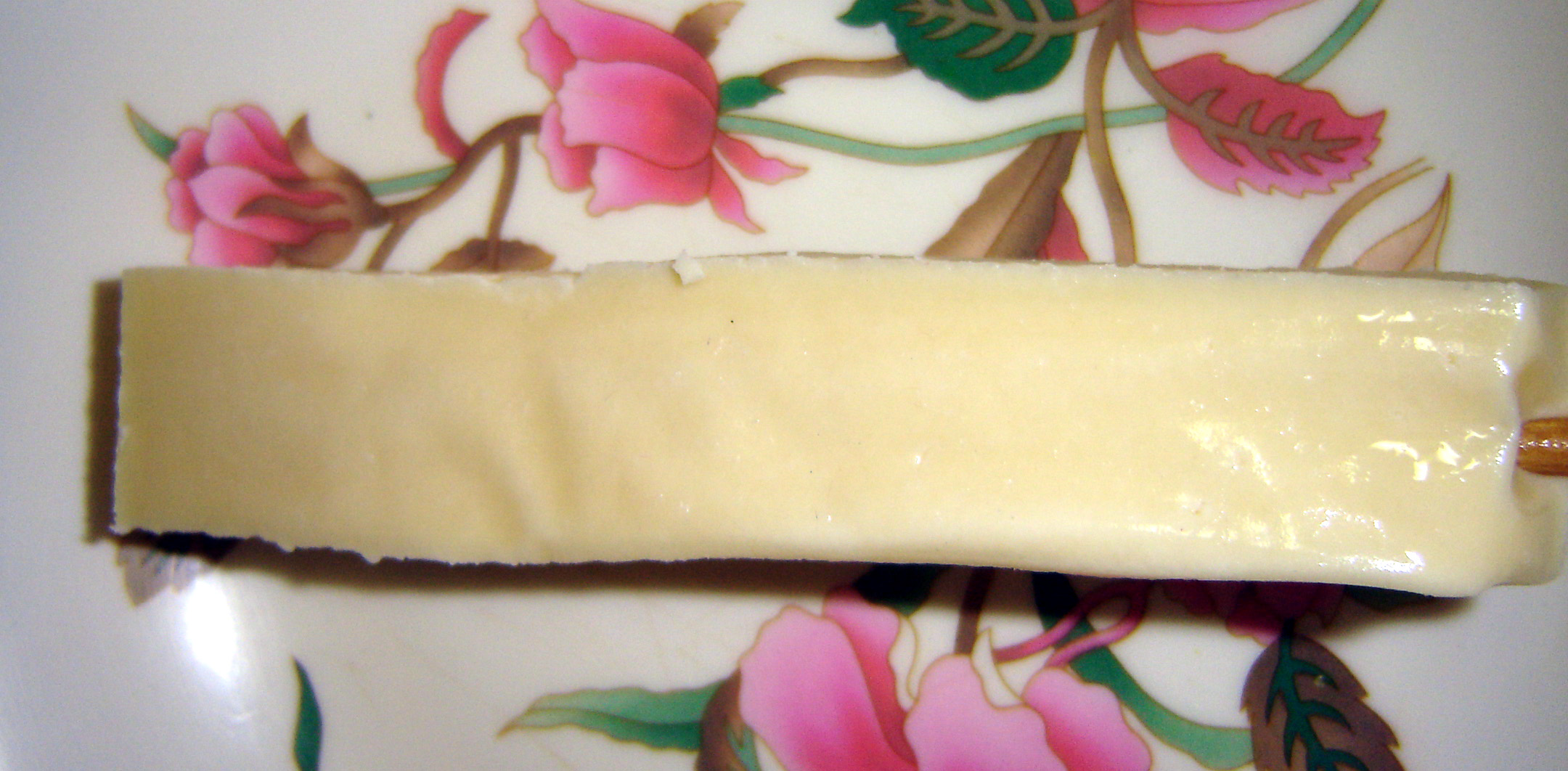
Coalho

## Typiska kakor (bolos)

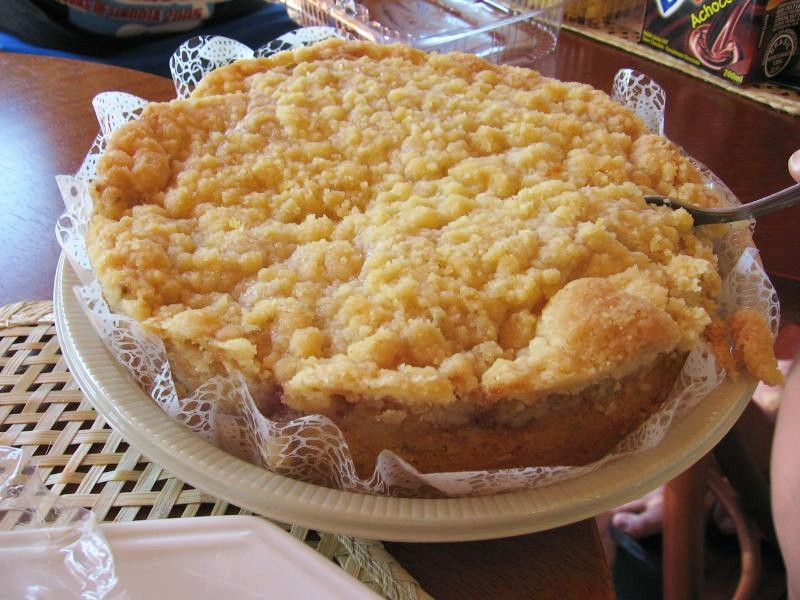
Cuca, en bordstårta gjord på ägg, vetemjöl, smör och täckt med socker, mycket lik Streuselkuchen, en traditionell tysk tårta. Det är typiskt för den södra regionen i Brasilien. På bilden är en brasiliansk cuca täckt av bananer.

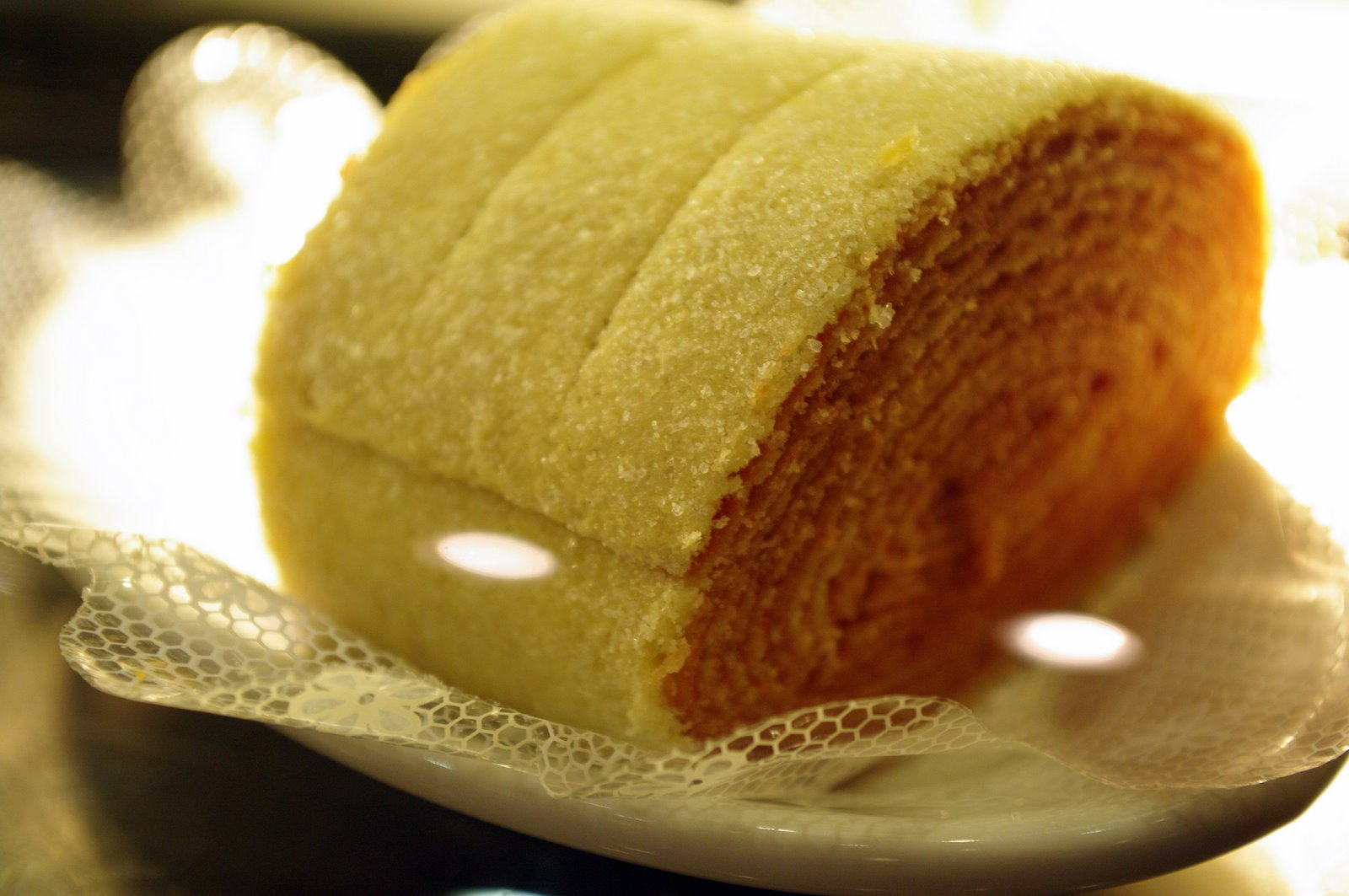
Bolo de rolo, typisk för delstaten Pernambuco.

- Nega maluca (chokladkaka överdragen med choklad och Strössel)
- Pão de mel (något liknande Pepparkakor, vanligtvis täckt av smält choklad)
- Bolo de rolo (rullad kaka, en tunn bakelse inlindad i smält guava)
- Bolo de fubá (majsmjölstårta)
- Bolo de milho (brasiliansk majskaka)
- Bolo de aipim (cassava tårta)
- Bolo de cenoura (chokladdragen morotskaka gjord på smör och kakao)
- Bolo de laranja (apelsinkaka)
- Bolo de banana (banankaka beströdd med kanel)
- Cuca, en bordstårta gjord på ägg, vetemjöl, smör och täckt med socker, mycket lik Streuselkuchen, en traditionell tysk tårta. Det är typiskt för södra regionen i Brasilien.

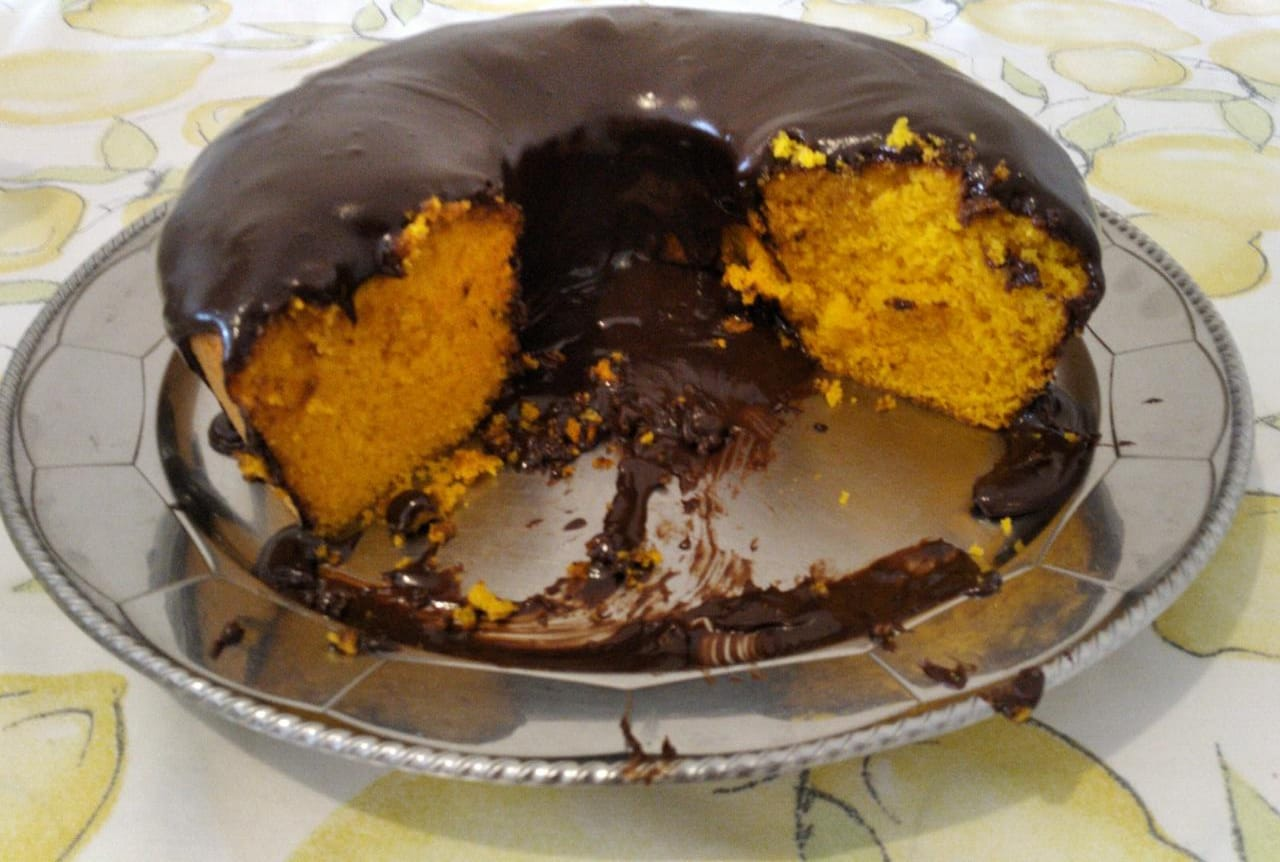
Brasiliansk morotskaka täckt med choklad
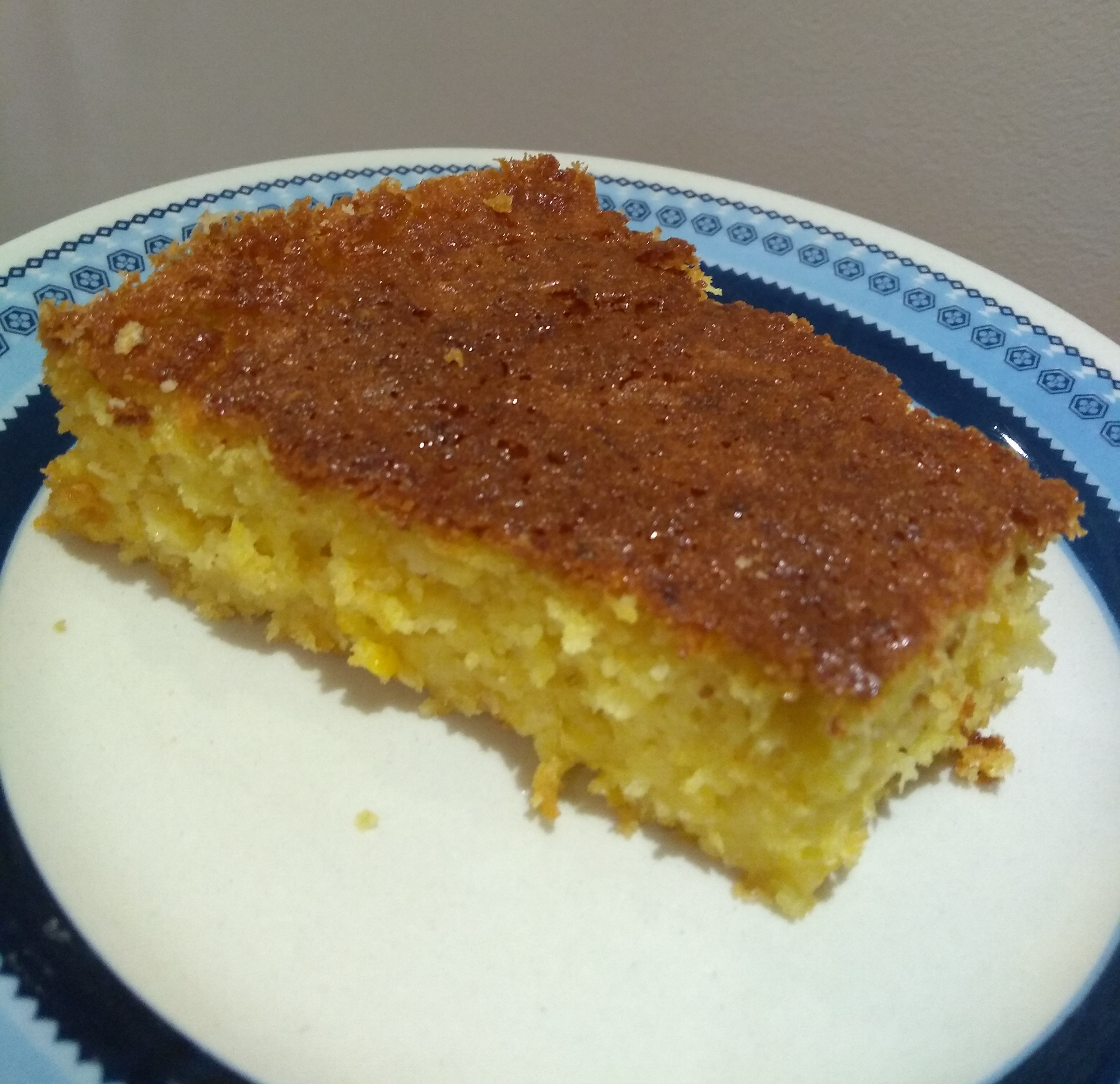
Brasiliansk majskaka
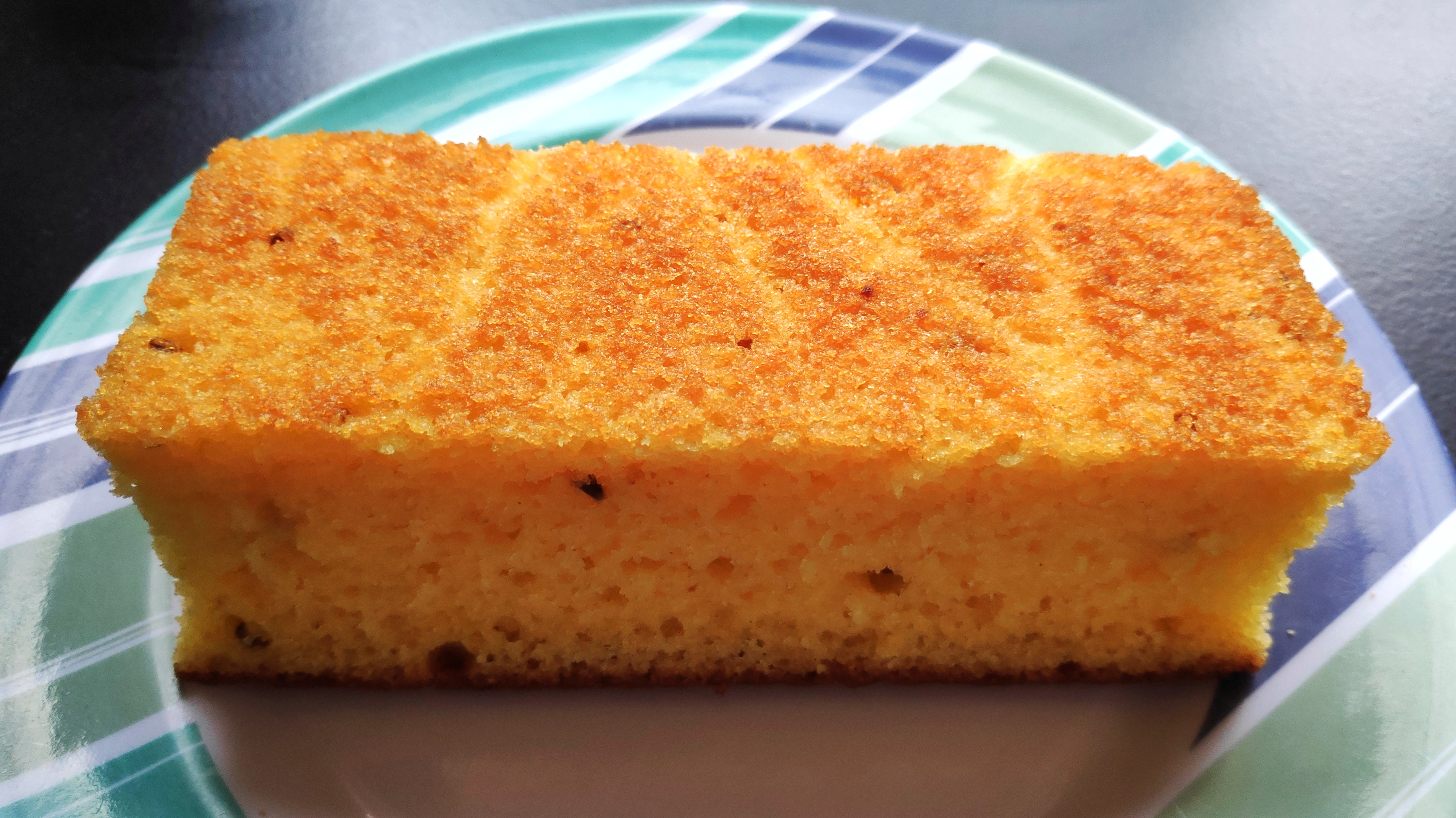
Brasiliansk majsmjölstårta
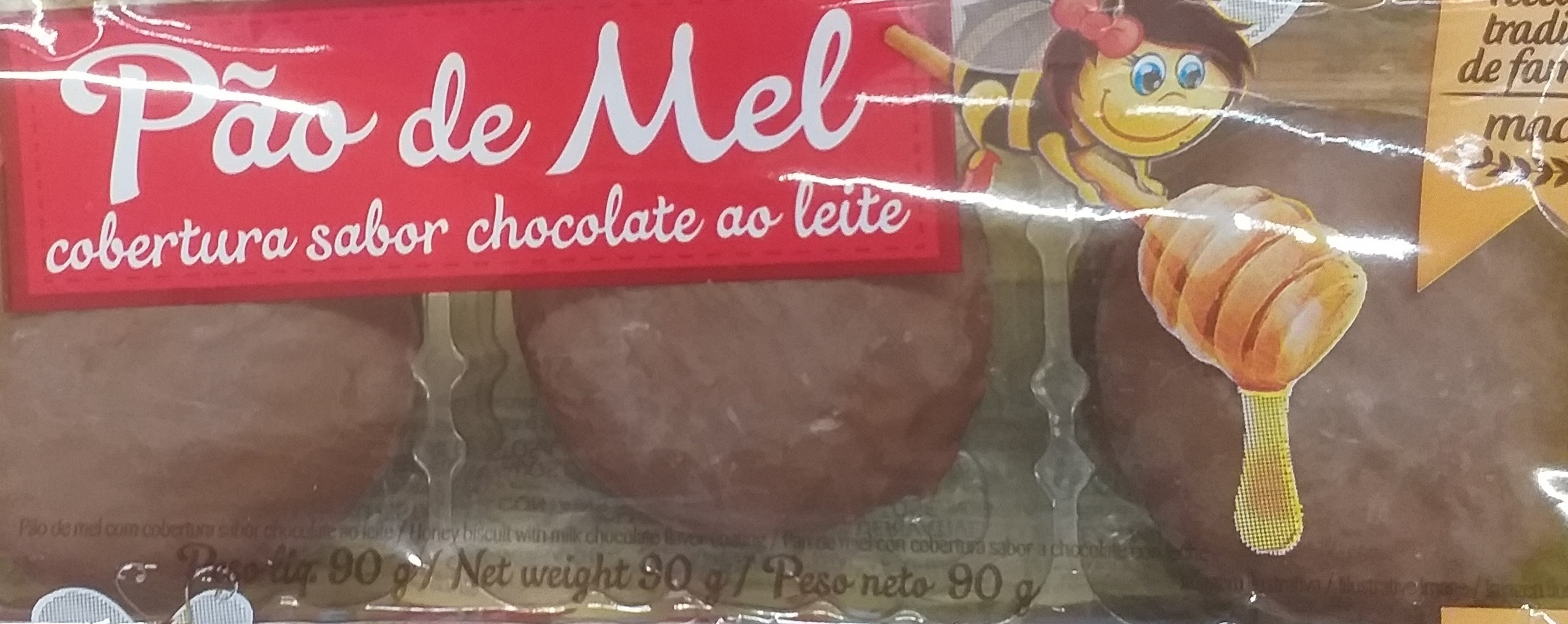
brasilianska Pão de mel